# サッカー日本代表
サッカー日本代表（サッカーにほんだいひょう、サッカーにっぽんだいひょう）は、日本サッカー協会（JFA）によって編成される日本のサッカーのナショナルチーム。「A代表」や「フル代表」とも呼ばれる。愛称はSAMURAI BLUE（サムライブルー）。
2018年7月より森保一が監督を務めている。FIFAワールドカップには7度出場しており、最高成績はベスト16。ノックアウトステージ進出回数は4回でアジア勢最多。AFCアジアカップでは最多となる通算4度の優勝を果たしている。

## 概要と特徴

### チームカラー
現在は基本色として青および濃紺を使用している。青は「日本の国土を象徴する海と空の青」を表すとされているが、これは、後付の説明で採用時の正確な理由は日本サッカー協会に資料が現存せず、不明のままである（日本サッカー協会公式見解）。
日本代表にとって初の国際試合となった1917年の極東選手権競技大会サッカー競技では、東京高等師範学校（現：筑波大学）が日本代表として出場したため、東京高等師範学校ユニホームである海老茶色のシャツ（黒のパンツ、白の鉢巻）をそのまま使用した。1930年の極東選手権の日本代表に大半の選手を送り込んだ東京帝国大学は淡青（ライトブルー）のシャツであった。1936年ベルリンオリンピックのサッカー競技に出場した早稲田大学主体の選抜チームの日本代表は1930年の極東選手権の代表チームと同じ淡青のシャツを採用し、それ以降もチームカラーとして青が定着することになった。
1964年東京オリンピックのサッカー競技では、上下共に白、1968年メキシコシティーオリンピックのサッカー競技では白のシャツに紺のパンツとなり、1970年代以降は白と青が交互に基調とされるようになった。1988年に日本代表監督に就任した横山謙三の意向により、日本代表のユニフォームは日本の旗「日の丸」の色である赤に同年変更され、胸には従来あった日の丸（1980年代半ばからは右下に青字の「J.F.A.」の文字が入る）ではなく三本足の八咫烏（やたがらす）が付けられるようになった（ユニフォームの胸の八咫烏のエンブレムは現在も続けて採用されている）。横山が監督を更迭されると、1992年に青を基調としたユニフォームに戻され現在も続いている。

### 愛称
2005年10月、日本サッカー協会は5つの候補の中から一般投票を行い、2006年1月27日に他の候補に2倍以上の得票数を獲得した「SAMURAI BLUE 2006」を2006年ワールドカップに向けた愛称にすることが発表された。2009年10月19日には「SAMURAI BLUE（サムライ・ブルー）」を公式の愛称とすると定められた。
マスメディアでは、横山が代表監督となった際に「横山ジャパン」という呼称が使われるようになり、以降「監督名+ジャパン」という呼称が用いられている。フィリップ・トルシエの代表監督時代は、「トルシエ・ニッポン」という呼称も使用されていた。これについてセルジオ越後は「代表チームは国民の代表であって、監督のものではない。だから、僕が監督だったら何があってもセルジオジャパンとは呼ばせない」と自著で述べている。
海外メディアでは「ライジング・サン」や「ブルー・サムライ」、「ブルーズ」という愛称もある。

### マスコット
三本足のカラスである八咫烏をモチーフにした「カラッペ」と「カララ」がマスコットキャラクター。デザインは、松下進が行った。チームユニフォームのデザインが変更される度に、2匹のユニフォームもそれに合わせて手直しされている。

### 日本代表グッズ
日本サッカー協会は、1936年ベルリンオリンピックのサッカー競技（「ベルリンの奇跡」の大会）へ日本代表を派遣する費用のうち、日本サッカー協会から支給される旅費以外の経費3万円を調達するため、浴衣地や手拭の販売など積極的に募金活動をした。これを端緒にのちの「日本代表グッズ」へつながり、現在はレプリカユニフォームやタオルマフラーなどが販売されている。

### FIFAランキング
|      | 発表日        | 順位 | アジア内順位 |
| ---- | ------------- | ---- | ------------ |
| 現在 | 2025年7月10日 | 17位 | 1位          |
| 最高 | 2011年4月13日 | 13位 | 1位          |
| 最低 | 2000年2月16日 | 62位 | 7位          |

現行の算出方法が適用された1999年以降の順位。

### プレースタイル
最初期の日本のプレースタイルであったショートパス戦法は1920年（大正9年）頃から日本国内で指導し、1923年（大正12年）8月には『How to play association football』という日本語版の指導書を出版したチョウ・ディンによりもたらされた。後にテクニカルなブラジルスタイルを模倣するようになった。
1960年代から1970年代の代表チームのFWであった釜本邦茂以降はシュート・得点能力に優れるFWの選手が存在せず、ゴール前での絶好のシュートチャンスを決めきれないという特徴がある。この特徴はしばしば「決定力不足」と形容される。
悪質なファウルなどが少なく、世代別代表も含め国際大会ではフェアプレー賞を多く受賞している。FIFAワールドカップにおいては、初出場以来連続全25試合でレッドカードが0という歴代最多連続記録を持っており、FIFAも公式HP内で紹介している（2022年カタールワールドカップ決勝トーナメント1回戦クロアチア戦終了時現在。FIFAワールドカップにおける記録も参照）。
また初出場が1998年と比較的新興チームであるものの、7大会連続出場のうち4回決勝トーナメントに勝ち進んでおり、近年は比較的安定した成績を見せている。また、初出場から7大会連続出場は、全ての大会に出場しているブラジルに次ぐ歴代2位の記録となっている。

## ユニフォーム

### 歴代ユニフォーム

#### ファーストユニフォーム
| 1930 | 1950-75 | 1979-80 | 1980-83 | 1984-85 | 1985 | 1983-86 |

| 1986-87 | 1988-92 | 1992 | 1992-95 | 1996–98 | 1998–99 | 1999-2000 |

| 2001 | 2002-03 | 2004-05 | 2005-07 | 2008-09 | 2009-11 | 2012-13 |

| 2013-15 | 2015-2017 | · 2017.06.07 · | 2017-2019 | 2020-2022 | 2022-2024 · |  |

#### セカンドユニフォーム
| 1998–99 | 1999-2000 | 2001 | 2002-03 | 2004-05 | 2006-07 | 2008-09 |

| 2010-11 | 2012-13 | 2014-15 | 2015-17 | 2018-2020 | 2020-2022 | 2022-2024 |

### サプライヤー・ブランド
歴代サプライヤー、ブランドは以下の通り。
- 1992:      プーマ
- 1992-1996: アディダス
- 1996-1999: アシックス
- 1999-2024: アディダス
- 2024:      Y-3（アディダスと山本耀司のコラボブランド）

## 日本代表監督

### プロ化前
ハンス・オフトより前の歴代日本代表監督は、アマチュア全国リーグJSLからの出向だったので、その給料は所属企業が全て支払っており、JFAが日本代表海外遠征費を捻出できず、旅行代理店に手形で支払うこともあったほど長らく財政難だったこともあり、JFAからは給料も手当も受け取っていなかった。従って、JFAは日本代表監督候補者に就任する前に「日本代表監督を辞めた後、企業に戻れる確約を得てから就任するよう」求めていた。JFAに選手待遇改善要求を行い、実現させた（後述）森孝慈ら日本代表コーチ陣に対しては、日本体育協会からコーチング料月額数十万円が支払われたが、JFAからの報酬は一切無かった。因みに、デットマール・クラマーのJFAでの公式の肩書は顧問（アドバイザー）であり、西ドイツサッカー連盟(現ドイツサッカー連盟)から給料が支払われ、JFAからの報酬は原則無かった。

### プロ化後
初のプロ監督で、初の外国人日本代表監督（注：クラマーは顧問）のハンス・オフトの年俸は約7000万円であった。オフト監督はドーハの悲劇後、辞任した。ドーハの悲劇後、ファルカンが日本代表監督に年俸約1億2000万円で就任した。ファルカンの解任後、日本代表監督に就任した加茂周の年俸は約7000万円だった。加茂監督は1998年仏Ｗ杯アジア予選途中で解任され、岡田武史（第1期1997-98）が年俸約5000万円で日本代表監督に就任し1998年仏Ｗ杯まで指揮した。
1998 FIFAワールドカップ後、日本代表監督に就任し日韓Ｗ杯まで指揮を執ったフィリップ・トルシエの年俸は約9000万円で、日本代表初のＷ杯ベスト16（=決勝トーナメント進出）の快挙を成し遂げた。日韓Ｗ杯後、2006年ドイツＷ杯まで指揮したジーコの年俸は約2億2000万円だった。
2006年ドイツＷ杯後、日本代表監督に就任したイビチャ・オシムの年俸は約9000万円だった。しかし、オシムが2007年11月16日に脳梗塞で倒れたため（後に回復）退任し、急遽岡田（第2期2007-10）が年俸約8000万円で二度目の日本代表監督に就任、2010年南アフリカＷ杯まで指揮し日本代表二度目のＷ杯ベスト16（=決勝トーナメント進出）の成績を収めた。
2010年南アフリカＷ杯後、アルベルト・ザッケローニが年俸約2億5000万円で日本代表の監督に就任し、2014年ブラジルＷ杯まで指揮を執った。ブラジルＷ杯後、ハビエル・アギーレが年俸約2億円で日本代表監督に就任したが、スペインのクラブ監督時代の八百長疑惑により2015年2月3日契約解除となった。同年3月12日、ヴァイッド・ハリルホジッチが年俸200万ドル（約2億7000万円）で日本代表監督に就任した。ハリルホジッチは、2018年ロシアＷ杯まで指揮する予定であったが2018年4月7日に解任され、同年4月9日に西野朗JFA前技術委員長が日本代表監督に年俸約1億2500万円 で就任した（同年4月7日までに西野はJFA理事、JFA技術委員長、Jリーグの理事を辞任）。任期はロシアＷ杯後の7月31日まで で、ロシアＷ杯ベスト16の成績を残した。任期満了で退任する。在任期間はわずか3カ月23日（114日）間で、日本代表選手との帯同期間は5月21日の合宿から7月5日の帰国会見までのわずか46日間であった。なお、U-23日本（2018年時点ではU-21日本）監督の森保一は西野の日本代表監督就任に伴い、日本五輪代表監督を兼任したままロシアＷ杯まで日本代表コーチを務めていた。
2018年7月26日、2020年東京五輪に出場するU-23日本（2018年時点ではU-21日本）監督の森保が、日本五輪代表監督を兼任したままロシアＷ杯日本代表コーチから昇格する形で日本代表監督に年俸約1億5000万円 で4年契約で就任した（なお、東京五輪男子代表監督就任時の年俸は4800万円だった)。日本A代表監督と日本五輪代表監督を兼任するのは、トルシエ以来である。初の外国人日本代表監督のオフト以降では、Ｗ杯後の新日本代表発足時に日本人監督が就くのは初めてである。
その後、森保はAFCアジアカップ2019で準優勝、2022年カタールW杯では通算4度目となるベスト16に導いた。2022年12月28日、JFAは森保の続投を発表した。契約期間は2026年北中米W杯まで。W杯本大会で指揮を執った監督が続投するのは日本代表史上初である。

### 歴代監督の一覧
- ：代行監督
- 試合数および成績は日本サッカー協会が認めた国際Aマッチのみをカウントしており[36]、試合数が0の監督がいるのは指揮した試合がすべて国際Aマッチ以外の試合だったためである

| 各大会の略号 - WC：FIFAワールドカップ - IC・CC：FIFAコンフェデレーションズカップ - OG：オリンピックのサッカー競技 - AC：AFCアジアカップ | - AG：アジア競技大会サッカー競技 - E-1・EAC：EAFF E-1サッカー選手権（東アジア選手権、東アジアカップ） - FEG：極東選手権競技大会サッカー競技 - CA：コパ・アメリカ 予：各大会ごとの予選 |

2025年7月15日現在
| 名前           | 国籍                     | 試 | 勝 | 分 | 敗 | 期間            | 主な大会 |
| -------------- | ------------------------ | -- | -- | -- | -- | --------------- | --- |
| （不明）       | （不明）                 | 0  | 0  | 0  | 0  | 1917年          | 1917FEG |
| 佐々木等       | 日本                     | 0  | 0  | 0  | 0  | 1921年          | 1921FEG |
| 西田満寿次郎   | 日本                     | 2  | 0  | 0  | 2  | 1923年          | 1923FEG |
| 山田午郎       | 日本                     | 2  | 0  | 0  | 2  | 1925年          | 1925FEG |
| （不明）       | （不明）                 | 2  | 1  | 0  | 1  | 1927年          | 1927FEG |
| 土橋           | （不明）                 | 0  | 0  | 0  | 0  | 1927年          | － |
| 鈴木重義       | 日本                     | 2  | 1  | 1  | 0  | 1930年          | 1930FEG |
| 竹腰重丸       | 日本                     | 3  | 1  | 0  | 2  | 1934年          | 1934FEG |
| 鈴木重義       | 日本                     | 2  | 1  | 0  | 1  | 1936年          | 1936OG |
| 竹腰重丸       | 日本                     | 1  | 1  | 0  | 0  | 1938年 - 1940年 | － |
| 工藤孝一       | 日本                     | 0  | 0  | 0  | 0  | 1942年          | － |
| 二宮洋一       | 日本                     | 3  | 1  | 1  | 1  | 1951年          | 1951AG |
| 竹腰重丸       | 日本                     | 12 | 2  | 4  | 6  | 1951年 - 1956年 | 1954WC予、1954AG、1956OG予、1956OG                                                                          |
| 高橋英辰       | 日本                     | 0  | 0  | 0  | 0  | 1957年          | － |
| 川本泰三       | 日本                     | 2  | 0  | 0  | 2  | 1958年          | 1958AG |
| 竹腰重丸       | 日本                     | 12 | 4  | 2  | 6  | 1958年 - 1959年 | 1960OG予 |
| 高橋英辰       | 日本                     | 14 | 3  | 2  | 9  | 1960年 - 1962年 | 1962WC予、1962AG                                                                                            |
| クラマー       | 西ドイツ                 | 1  | 0  | 0  | 1  | 1960年          | 1962WC予 |
| 長沼健         | 日本                     | 31 | 18 | 7  | 6  | 1962年 - 1969年 | 1964OG、1966AG、1968OG予、1968OG、1970WC予                                                                  |
| 岡野俊一郎     | 日本                     | 0  | 0  | 0  | 0  | 1969年          | － |
| 岡野俊一郎     | 日本                     | 19 | 11 | 2  | 6  | 1970年 - 1971年 | 1970AG、1972OG予                                                                                            |
| 長沼健         | 日本                     | 42 | 16 | 6  | 20 | 1972年 - 1976年 | 1974WC予、1974AG、1976AC予、1976OG予                                                                        |
| 二宮寛         | 日本                     | 27 | 6  | 6  | 15 | 1976年 - 1978年 | 1978WC予、1978AG                                                                                            |
| 下村幸男       | 日本                     | 14 | 8  | 4  | 2  | 1979年 - 1980年 | 1980OG予 |
| 渡辺正         | 日本                     | 3  | 2  | 0  | 1  | 1980年          | － |
| 川淵三郎       | 日本                     | 10 | 3  | 2  | 5  | 1980年 - 1981年 | 1982WC予 |
| 森孝慈         | 日本                     | 43 | 22 | 5  | 16 | 1981年 - 1985年 | 1982AG、1984OG予、1986WC予                                                                                  |
| 石井義信       | 日本                     | 17 | 11 | 2  | 4  | 1986年 - 1987年 | 1986AG、1988OG予                                                                                            |
| 横山謙三       | 日本                     | 24 | 5  | 7  | 12 | 1988年 - 1992年 | 1990AG、1990WC予                                                                                            |
| オフト         | オランダ                 | 27 | 16 | 7  | 4  | 1992年 - 1993年 | 1992AC、1994WC予                                                                                            |
| ファルカン     | ブラジル                 | 9  | 3  | 4  | 2  | 1994年          | 1994AG |
| 加茂周         | 日本                     | 46 | 23 | 10 | 13 | 1994年 - 1997年 | 1995IC、1996AC、1998WC予                                                                                    |
| 岡田武史       | 日本                     | 15 | 5  | 4  | 6  | 1997年 - 1998年 | 1998WC予、1998WC                                                                                            |
| トルシエ       | フランス                 | 50 | 23 | 16 | 11 | 1998年 - 2002年 | 1999CA、2000AC予、2000AC、2001CC、2002WC                                                                    |
| ジーコ         | ブラジル                 | 71 | 37 | 16 | 18 | 2002年 - 2006年 | 2003CC、2003EAC、2004AC、2005CC、2005EAC、 2006WC予、2006WC、2007AC予                                       |
| 山本昌邦       | 日本                     | 1  | 0  | 0  | 1  | 2002年          | － |
| オシム         | ボスニア・ヘルツェゴビナ | 20 | 12 | 5  | 3  | 2006年 - 2007年 | 2007AC予、2007AC                                                                                            |
| 岡田武史       | 日本                     | 49 | 26 | 12 | 11 | 2007年 - 2010年 | 2008EAC、2010WC予、2010EAC、2011AC予、2010WC                                                                |
| 大木武         | 日本                     | 1  | 0  | 1  | 0  | 2009年          | 2010WC予 |
| 原博実         | 日本                     | 2  | 2  | 0  | 0  | 2010年          | － |
| ザッケローニ   | イタリア                 | 55 | 30 | 12 | 13 | 2010年 - 2014年 | 2011AC、2013CC、2013EAC、2014WC予、2014WC                                                                   |
| アギーレ       | メキシコ                 | 10 | 7  | 1  | 2  | 2014年 - 2015年 | 2015AC |
| ハリルホジッチ | ボスニア・ヘルツェゴビナ | 38 | 21 | 9  | 8  | 2015年 - 2018年 | 2015EAC、2018WC予（兼2019AC予）、2017E-1                                                                    |
| 西野朗         | 日本                     | 7  | 2  | 1  | 4  | 2018年          | 2018WC |
| 森保一         | 日本                     | 95 | 67 | 12 | 16 | 2018年 -        | 2019AC、2019CA、2022WC予（兼2023AC予）、2019E-1、 2022E-1、2022WC、2023AC、2026WC予（兼2027AC予）、 2025E-1 |

1. ↑  姓のみ判明。名は不明。日本サッカー協会公式サイト[37] より。
2. ↑  クラマーは高橋英辰の監督時代にコーチとして指揮。
3. ↑  岡野俊一郎は長沼健の監督時代に監督代行として指揮。
4. ↑  山本昌邦はジーコの監督時代に監督代行として指揮。
5. ↑  大木武は岡田武史の監督時代に監督代行として指揮。
6. ↑  原博実はザッケローニの就労ビザ取得が間に合わなかったため、監督代行として指揮。
7. ↑  2014年9月9日に横浜国際総合競技場で行われた『キリンチャレンジカップ』（国際親善試合）ベネズエラ戦は2-2で引き分けとなったものの、ベネズエラが同9月5日に行われた韓国戦でレッドカードを受けて退場処分となり、次戦に当たる当該試合に出場出来ないFWのホセ・サロモン・ロンドンを出場させていたため、FIFAの公式記録では没収試合の扱いとなり、日本が3-0で勝利したと記録される[38]。日本協会における公式記録の結果も訂正されたが[39]、出場選手や得点者の記録はそのまま残る[40]。

## 日本代表選手

### プロ化前
プロ化される以前の日本代表選手は前述の通り、JFAが長らく財政難だったこともあり、JFAから給料や手当を長期に渡って受け取っていなかった。アマチュア全国リーグJSL所属の選手がほとんどで、所属企業での給料以外受け取っておらず、有給休暇を使って日本代表活動をこなし、その諸費用も自費で賄っていた。1970年メキシコＷ杯アジア・オセアニア予選終了後、日本代表選手たちがJFAから何の手当ても受け取っていない事実を知ったコーチ（公式の肩書は顧問）のデットマール・クラマーが、「私は君たちに厳しい要求をし過ぎたようだ」と謝罪したエピソードがある。
1972年5月、ペレが所属するブラジルのサントスFCが来日し日本代表と対戦した。前売り券は4日で売り切れ、国立競技場はほぼ満員（有料入場者数53,516人）となった。このため、当時日本代表だったジョージ小林が日本代表合宿中に長沼健監督に入場料収入の一部をボーナスとして受け取れないかと要求したが、当時のJFAは依然として財政難だったため、断られた。その後、JFAの財政基盤確立への様々な取り組みの結果、1976年ペレの引退試合以降、JFAの財政は好転し一度も赤字にならずに済むようになった。森孝慈が日本代表監督に就任すると、JFAと日本代表選手の手当てなどについて交渉して、1982年から1日3000円の手当てがつくようになり、翌1983年からは出場した場合あるいは勝利した場合にボーナスがつくようになった。同時に宿泊施設についても改善された。1993年5月15日のJリーグ開幕より以前に、ブラジルから帰国した三浦知良、日本に帰化したラモス瑠偉ら当時の日本代表選手たちがJFAに待遇改善を訴え、日当と勝利給が支給されるようになったものの、出場給は存在しなかった。

### プロ化後
日本プロサッカーリーグ発足後は、当時の日本代表メンバーの武田修宏のコメントによると1993年10月28日のドーハの悲劇(1994年アメリカＷ杯アジア最終予選)の頃の日当は9000円だったという。日本は、1994年アメリカＷ杯アジア最終予選第2戦イラン戦で1-2で敗戦、最下位に転落した。そこで第3戦から川淵三郎強化委員長（当時。現JFA技術委員会）が独断で勝利ボーナスとして50万円を支払うこととし、第4戦終了後に日本は1位となるなど一時は持ち直した（結局、日本は第5戦イラク戦の2-2の引き分けで、最終順位は3位）。以後は日当と勝利給が支給されるようになったが、出場給は存在しなかった。
日本代表選手への報酬総額は年々アップしている。1994年米Ｗ杯アジア予選の際には、JFAは2億円を用意していた。JFAは米Ｗ杯アジア予選の2倍の4億円（出場時間に応じて配分。1人最高1000万円）を仏Ｗ杯アジア予選で計上し、日本代表Ｗ杯初出場を果たした。
開催国だったため、アジア予選に出場しなかった2002年日韓Ｗ杯ではJFAは本大会のボーナスとして総額6億9000万円の予算を組んだ。
2005年時点では試合だけでなく、合宿なども含めた日本代表全活動期間の日当が1万円、勝利した場合は勝利給（勝利ボーナス）が全額支給され、引き分けだと半額、負ければ勝利給ゼロで日当のみが支払われた。勝利給は試合の重要性によって異なり、キリンカップのような親善試合では10万円、アジアカップなどの公式戦で30万円、FIFAワールドカップ（W杯）アジア予選では50万円だった。成績が良ければプレミア給も追加して支給され、2006 FIFAワールドカップ・アジア予選を突破した際には、日本代表選手1人当たり約1000万円が支給された。AFCアジアカップ2004で日本代表が優勝した際には、当時主将のCB宮本恒靖が「ベンチの選手にもボーナスを」と訴え、ベンチ入りしたものの出場機会はなかった選手も含め、全員に一律で優勝ボーナス300万円が支払われた（2004年までは出場実績に基づき勝利給の支給額を変動）。海外クラブに所属している日本代表選手には、ビジネスクラス相当の移動費が支給され、上位のファーストクラスを利用する場合は、その差額は選手の自己負担となる。これらの日本代表選手が受け取る給料はJFAが選手の銀行口座に振り込む。また選手の負傷に備えて、保険がかけられている。日本代表選手が所属するクラブに対してJFAは選手1人につき、1日1万5千円の「クラブペイメント」を支払っていた。

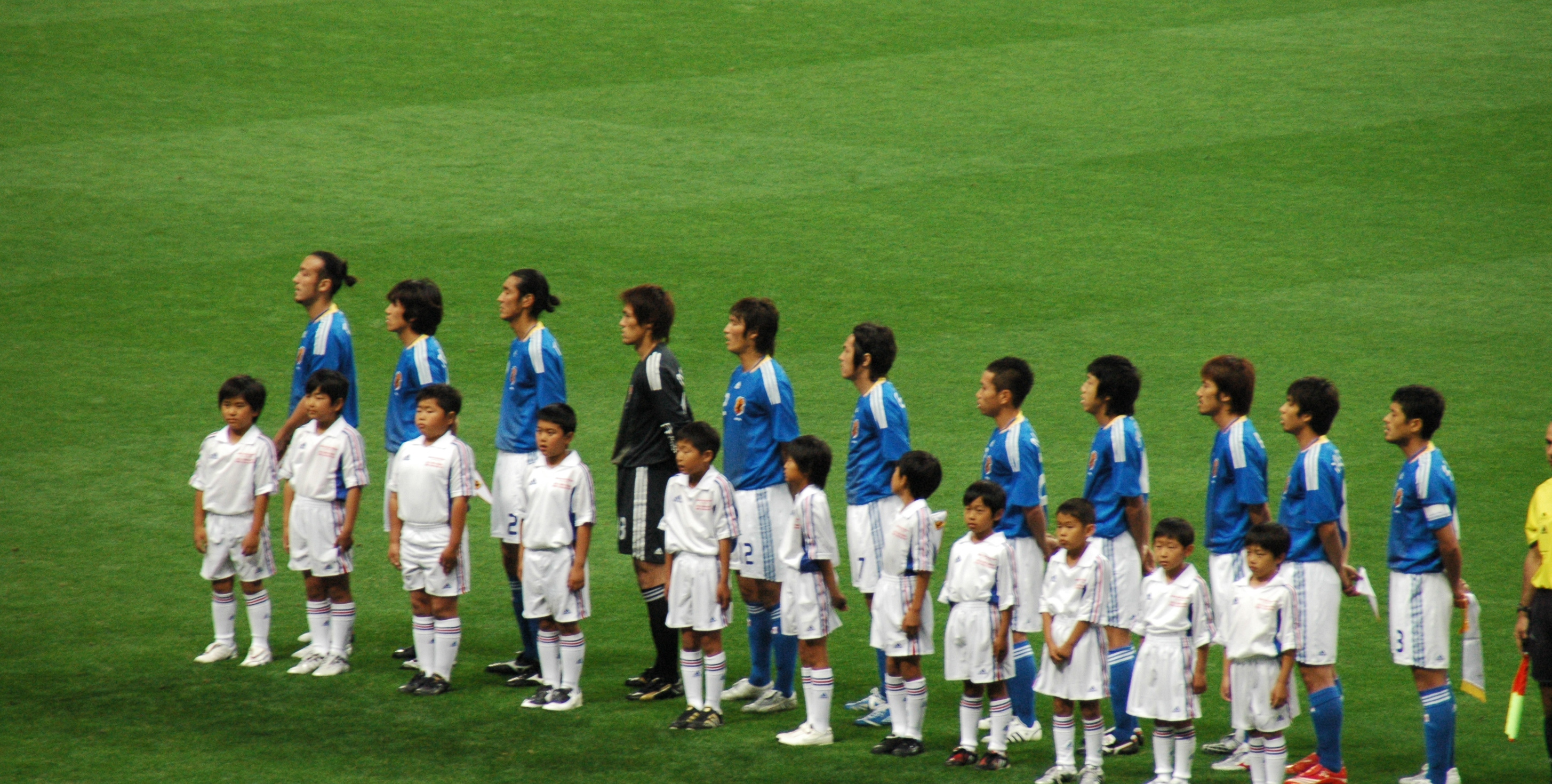
日本-パラグアイ（2008年）。国際フレンドリー。

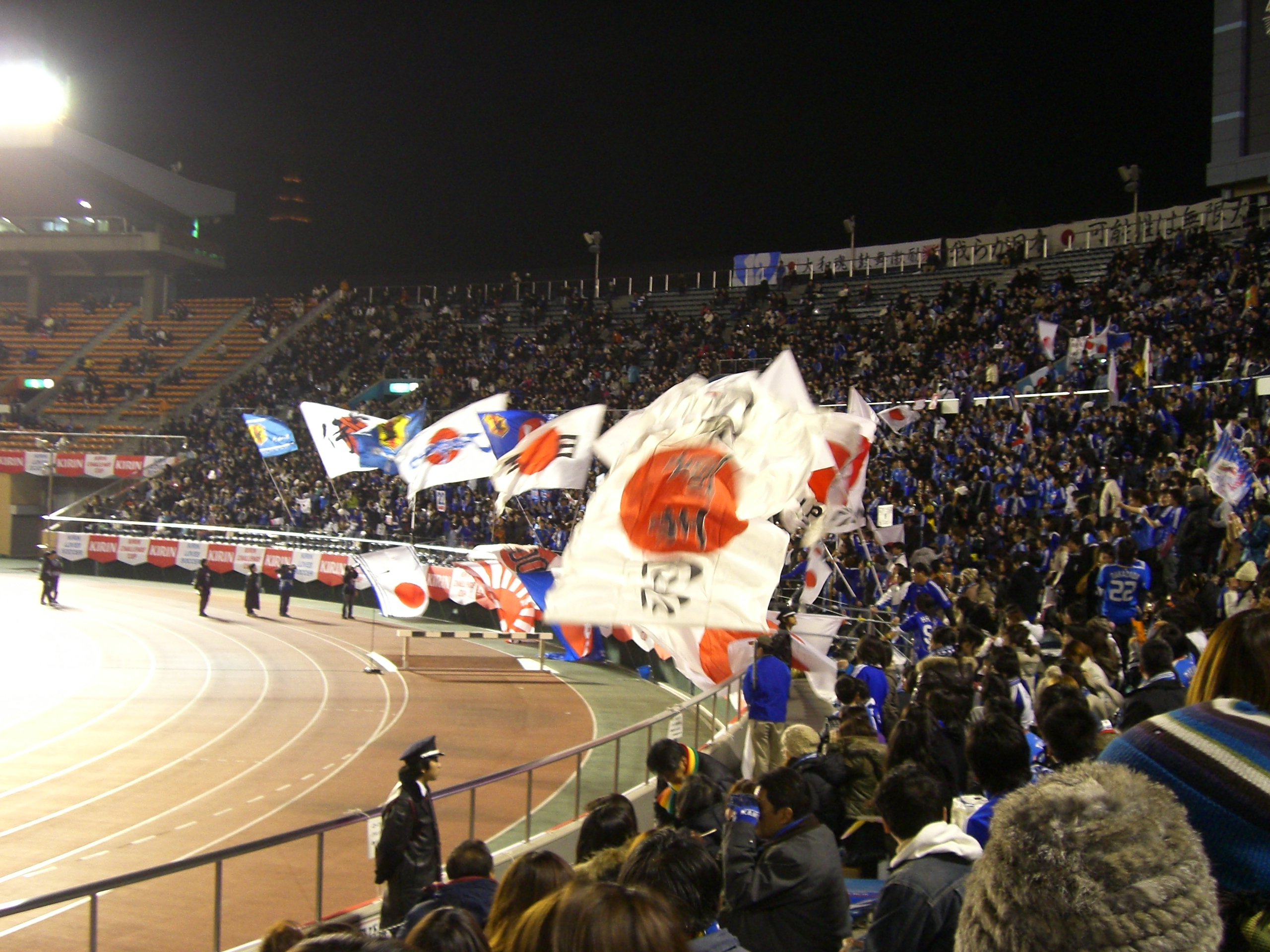
日本のサポーター（2008年1月30日、対ボスニア・ヘルツェゴビナの際のスタンド。）。

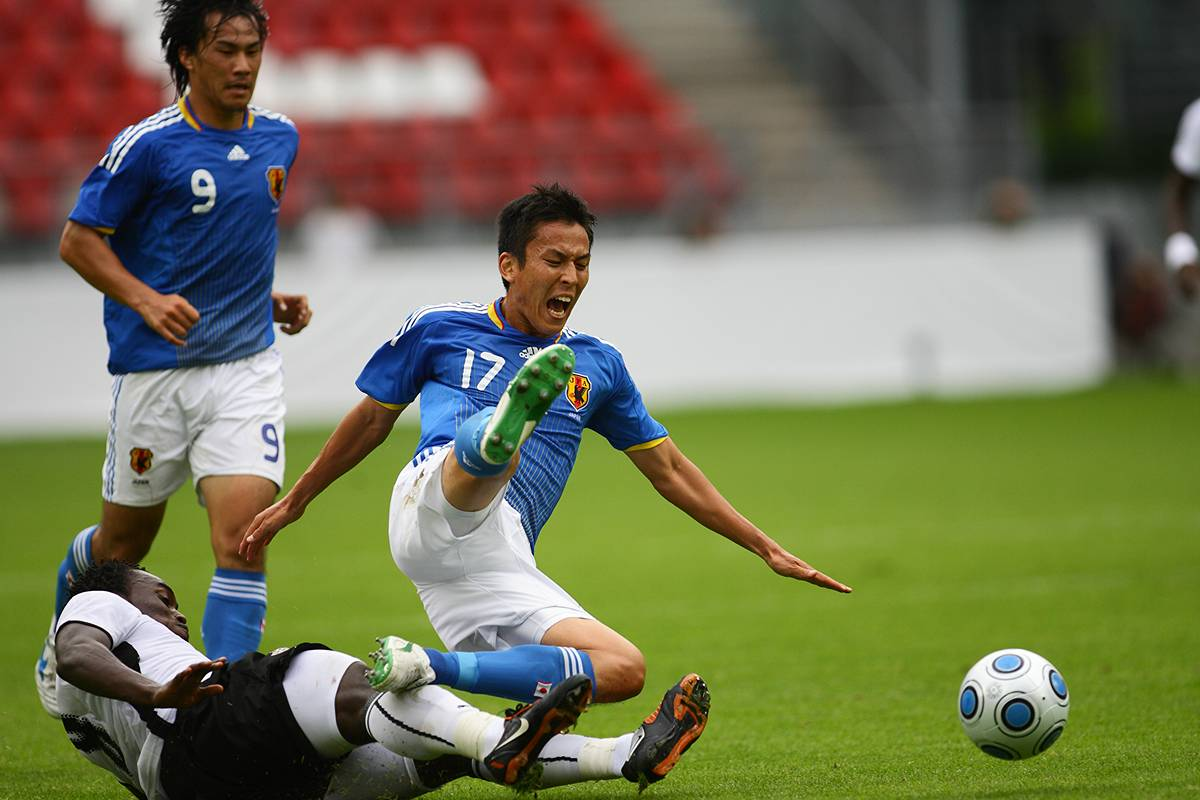
日本代表でプレーする長谷部誠。（2009年9月9日、ガーナ戦。）国際フレンドリー。

2010年度は「日本代表選手ペイメント規定」に基づき、代表選手への日当やボーナスが支払われた。日当（1日1万円）と勝利給の扱いは2005年時と同様。勝利給はW杯本大会が200万円、W杯アジア予選・アジアカップ本大会・コンフェデ杯が30万円（2012年11月16日から50万円)、EAFF E-1フットボールチャンピオンシップ(旧東アジアカップ)・アジアカップ予選・キリンカップ・FIFAランク10位までのチームとの親善試合が20万円（2012年11月16日からFIFAランクに関係なく親善試合は一律20万円）、FIFAランク11-20位までのチームとの親善試合が15万円、FIFAランク21位以下のチームとの親善試合が10万円となった。また、大会ボーナスもＷ杯本大会は優勝5000万円が最高額で、2位3000万円、3位2000万円、4位1000万円、ベスト８で800万円、ベスト16（=ノックアウトステージ進出）で600万円、コンフェデ杯は優勝300万円、2位150万円、3位100万円、アジアカップ本大会は優勝200万円、2位100万円、3位50万円、EAFF E-1フットボールチャンピオンシップ(旧東アジアカップ)は優勝100万円、2位50万円、3位25万円というように、各大会ごとの各成績別に細かく規定されている。以上の大会ボーナスを出場実績に関係なく該当試合及び大会に選出された日本代表選手全員に一律に支給する。他、Ｗ杯アジア最終予選出場選手のみが対象のＷ杯本大会出場権獲得ボーナスがあり、出場実績で変動し最高1000万円まで支払われ、更に貢献度が高い選手には特別報酬100万円または200万円が追加して支払われる。日本代表選手が所属する日本国内のクラブに対してJFAは選手1人につき、派遣費1日5万円、傷害等による出場不能期間の補償1日3万円の「クラブペイメント」を支払っている。
日本代表選手の給料の支給方法についてはJFA技術委員会（旧強化委員会）で決めているが、その時の日本代表監督の意向が反映される。2010 FIFAワールドカップ・アジア予選では出場給の「実績変動制」が導入された。1試合につき、出場した選手に80万円、ベンチに入った選手に60万円、ベンチ外の選手に40万円（金額はいずれも推定）が支払われた。しかし、Ｗ杯出場権獲得ボーナスはなかった。これについて犬飼基昭JFA会長（当時）は「南アフリカW杯本大会ベスト4が目標である以上、アジア予選通過はその対象にならない」と自ら述べている。2010 FIFAワールドカップでは「日本代表選手ペイメント規定」に基づき、総額約2億5000万円が日本代表選手に支払われた。
大会ボーナスなど日本代表選手に支払われる賞金（報奨金）には、税金がかかる。海外リーグ所属の選手はその国の税法に基づき税金をその国に納める。Jリーグ所属選手の場合、例えば、賞金平均額の約1304万円を獲得した選手は、獲得した賞金は全て「一時所得」となり、得た金額から特別控除額50万円を差し引いた額の50%の約627万円が課税対象となる。

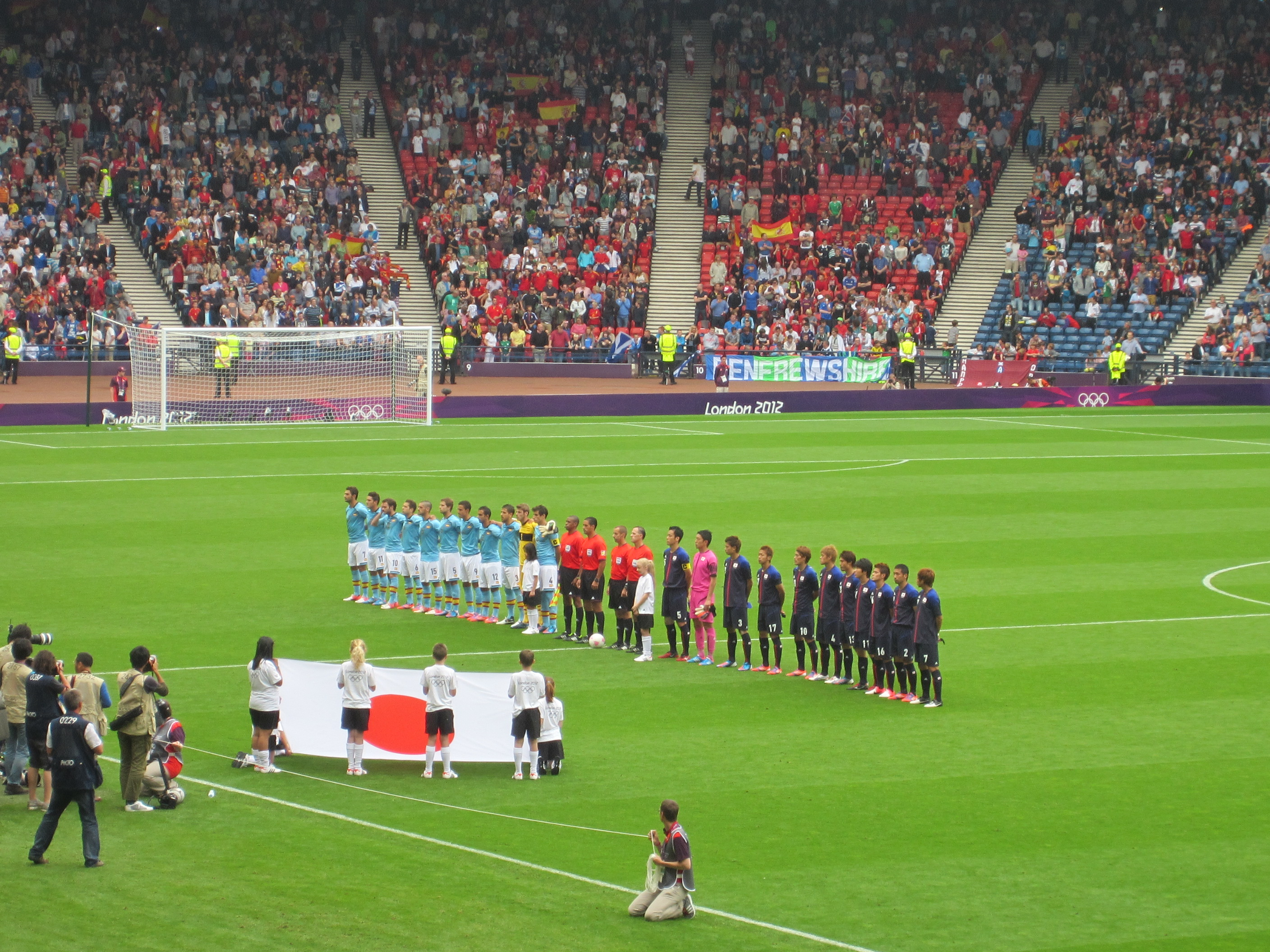
2012年 日本-スペイン。グラスゴーで2012年ロンドンオリンピック 。

なお、オリンピック（男子本大会はU-23+オーバーエイジ3人まで、女子は年齢制限なし女子A代表）の賞金は、成績に応じてJFA及び日本オリンピック委員会(JOC)の2団体からそれぞれ支払われ、所得税法9条1項14号の規定 及び2010年の税法改正により、それぞれの五輪の賞金については非課税である（JOC加盟のJFA及びJOCからの五輪賞金のため。ただし、設定された非課税枠を超えた分は、課税）。JOCがメダリストに支払う報奨金は、2016年リオ五輪で金メダル500万円（2012年ロンドン五輪300万円）、銀メダル200万円、銅メダル100万円であり、個人競技、団体競技に関係なく1人あたりに支払われる。東京五輪ではさらに増額する予定である。JOC加盟団体であるJFAからの日本五輪代表（男女とも）に対する賞金は、金メダル150万円、銀メダル100万円、銅メダル50万円で、勝利給が30万円、優勝ボーナスは1人500万円である。
2010年12月17日、日本プロサッカー選手会 (JPFA) が日本代表の親善試合の勝利給は20万円程度とJ1各クラブの勝利給の半分以下で、ハードな日程の中で招集に応じ、重圧とも戦いながら得る報酬としては極めて低い額であること、肖像権料も90%がJ各クラブへ分配されているが、選手への分配は認められていないことなどの待遇改善をJFAに要求した。以後、両者間で協議が続き、2012年11月16日、勝利給等の昇給が決まった。W杯アジア予選等が30万円から50万円にアップするなど、Aマッチの勝利給を全体的に引き上げた。また、親善試合の勝利給は対戦国のFIFAランクにより増減していたが、一律の勝利給に統一された。正式には理事会の承認を経て、2013年3月26日の2014 FIFAワールドカップ・アジア4次予選のB組第7節ヨルダン戦から実施された。

### Ｗ杯出場日本代表選手対象年金
2018年2月2日、田嶋幸三JFA会長がW杯出場日本代表選手対象の年金制度を創設すると発表した。日本代表等JFAの放映権料を原資とし、毎年3 - 5％を積み立てる案がある。日本プロサッカー選手会とも話し合い、早ければ2019年度の予算から組み込む予定である。

### 定義
世界的に、また日本の記録集においても代表選手とは「国際Aマッチでの出場経験選手」を条件とし、その出場回数をキャップ数という。しかし、個々の選手を定義する場合、選出されながらも出場しなかった場合などでは意見が分かれる。また黎明期には日本代表がヨーロッパや南米のクラブチームと対戦した例も多く、その扱いも定まっていない。日本サッカー協会関係者は、明確な基準はなく、また時代とともにルールや環境が変わっている点を指摘し、以下の場合でも選手を「元日本代表」としてもよいのではと話している。
- ワールドカップやアジアカップの本選や予選などFIFA公式戦で日本代表に選出されたが出場機会がなかった。
- 国代表との親善試合で選出されたが出場機会が無かった。
- 対戦相手がクラブチームなど代表でなくとも、日本代表として選出された。

 出場経験選手一覧
 ワールドカップ登録メンバー - 1998年 - 2002年 - 2006年 - 2010年 - 2014年 - 2018年 - 2022年

## 放映権料及び親善試合等の費用
2012年時点では、日本代表の放映権料は1試合当たり1億5000万円。日本代表の約1週間の海外遠征には約5000万円程度の経費が必要である。なお、ワールドカップアジア最終予選の放送権やマーケティング権がJFAにないため（つまり、JFAにＷ杯アジア最終予選放映権収入なし）、ワールドカップ本大会前年のJFA収益は下がる傾向にある。
2014年時点では、日本代表が国内親善試合を申し込む際にJFAが対戦国に支払う出場給は強豪国で2-3億円で、移動費（飛行機代含め）、宿泊費等も全てJFAが負担する。例えば、2014年のFIFAランク1位のドイツや同年のFIFAランク9位のスペインなどFIFAランク上位国を日本に呼ぶ場合は、上記よりさらに費用がかかる。

## 歴史

### 第二次世界大戦以前
大日本蹴球協會（現：日本サッカー協会、JFA）は1921年9月10日に設立され、1929年5月17日の第18回FIFAバルセロナ総会で国際サッカー連盟(FIFA)加盟が承認された。

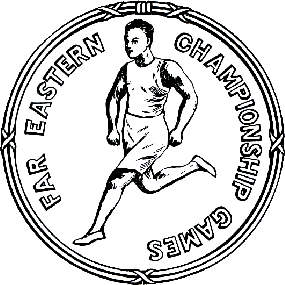
極東選手権競技大会ロゴ、1917年。

最初の国際試合は、1917年に東京で開催された第3回極東選手権競技大会の中華民国戦（5月9日）で、東京高等師範学校の単独チームによる日本代表は0-5で敗れた。2試合目のフィリピン戦（5月10日）は、FW藤井春吉が日本代表初得点を含む前半・後半各1点を決めたが、パウリノ・アルカンタラに先制点を許すなど前半に5点、後半に10点をフィリピンに奪われ、2-15と大敗した。これは現在も、日本代表における対ナショナルチーム間の対戦における最大差敗戦試合でもあった。
1927年の第8回極東選手権競技大会には早稲田WMWが日本代表として出場し、フィリピンを2-1で破って国際試合初勝利を挙げた。1930年の第9回極東選手権競技大会には単独チームではなく東京帝国大学主体ではあったが、初めて全日本選抜が編成された。日本は中華民国と同位優勝し、国際大会における初タイトルを獲得した。
1930年の第1回ワールドカップ開催にあたりFIFAは加盟する全ての国に招待状を送ったが、JFAは参加を見送った。その理由は、当時の日本国内が1927年の昭和金融恐慌以来慢性的な不況であったことに加え、同年の昭和恐慌発生でさらに経済状態が悪化していたため、更にはJFA自身も財政難であったためである。
1936年のベルリンオリンピックでは、早稲田大学ア式蹴球部主体の選抜チームの全日本が1回戦でスウェーデンを破った（ベルリンの奇跡）。五輪後の8月19日に行われたグラスホッパー・クラブ・チューリッヒとの親善試合では、1-16で大敗した記録が残っている。これは、日本代表の全ての試合における最多失点試合及び最大差敗戦試合であった。
1938 FIFAワールドカップ・予選にエントリーし、オランダ領東インドに勝てば本大会出場が決まるはずだったが、折からの情勢不安により参加を辞退した。

### 戦中
1913年から開催され、サッカー日本代表も1917年の第3回から参加した極東選手権競技大会は大会を主催する極東体育協会に満州国を参加させようとした日本と拒否する中華民国の対立により1934年の第10回大会を最後に幕を閉じた。そのため日本は新たに東洋体育協会を設立し「東洋選手権競技大会」を開催しようとしたが、各国の思惑等により進展せず、1937年の日中戦争開戦により中止となった。
その後は1939年に日本・満州・中華民国臨時政府の参加により開催された日満華交歓競技大会や、開催権を返上した東京五輪に代わり開催された東亜競技大会（1940年・1942年の2回開催）で実施されたサッカーに日本代表も出場している。

### 戦後から1990年代まで
第二次世界大戦後の1945年11月13日に、大日本蹴球協會は会費が払えずFIFAから資格停止処分にされた。
1947年4月1日に、大日本蹴球協會から日本蹴球協会へと名称を変更し、1950年9月23日にFIFAに再加盟した。
1954 FIFAワールドカップ・アジア予選でW杯予選に初めての参加となった。なお韓国代表との試合は本来ホーム&アウェイ方式で行われるところ、韓国大統領の李承晩が日本選手の入国を拒否したため、2試合とも東京開催となった。日本はホーム開催ではあったが1分1敗となり、出場を逃した。
1950年代から60年代の日本は、アマチュアリズム全盛の時代であった。当時の全日本選抜選手（現日本代表選手）であった長沼健によれば1954年のW杯予選に出場した頃は、そもそもW杯がどんな大会か分からずに戦っていたという。この時期、東京オリンピックを目指して強化していた時期も重なり、W杯よりもオリンピック（以下五輪と略すことあり）に重点が置かれ、1968年のメキシコシティ五輪で銅メダルを獲得した。
1974年8月31日、協会は財団法人となり、協会誕生より53年間の任意団体から脱却し、同時に日本蹴球協会から日本サッカー協会に名称を変更した。2012年4月1日付で公益財団法人となり、それまで監督官庁だった文部科学省から完全な独立を果たした（2012年3月31日までは、財務諸表などを文部科学省に届ける必要があった）。
1986 FIFAワールドカップ・アジア予選の最終予選の韓国戦で2戦2敗に終わり、本大会出場を逃したが先立つ1983年にプロリーグを発足させていた韓国に敗れたことにより、アマチュアリズムの限界を悟ったJFAは、翌1986年にスペシャル・ライセンス・プレーヤーの導入を決定した。ソウルオリンピックサッカーアジア予選で、守備的戦術により最終戦を前に予選グループ首位に立ち、1987年10月26日、ホーム国立競技場で中国に引き分ければ20年ぶりのオリンピック出場を決められる試合で0-2で敗戦、中国にオリンピック初出場を許したが、これがきっかけとなり日本サッカーリーグの中に「リーグ活性化委員会」が設置された。また、JFAの最大の目標だったオリンピックサッカー競技が1992年のバルセロナ五輪から23歳以下の選手の大会へ規定が変更されていたため、日本A代表の目標がW杯へ変わることになった。
1992年3月、ハンス・オフトが日本代表初の外国人監督として就任、1994 FIFAワールドカップ・アジア予選では最終予選に進出するも、最終戦のイラク戦で後半のロスタイムに同点ゴールを決められて引き分けとなり、W杯への出場を逃した（ドーハの悲劇）。
1998 FIFAワールドカップ・アジア予選ではプレーオフで延長戦でのVゴールによってイランを破り、初めてのW杯出場権を獲得した（ジョホールバルの歓喜）。

### FIFAワールドカップ

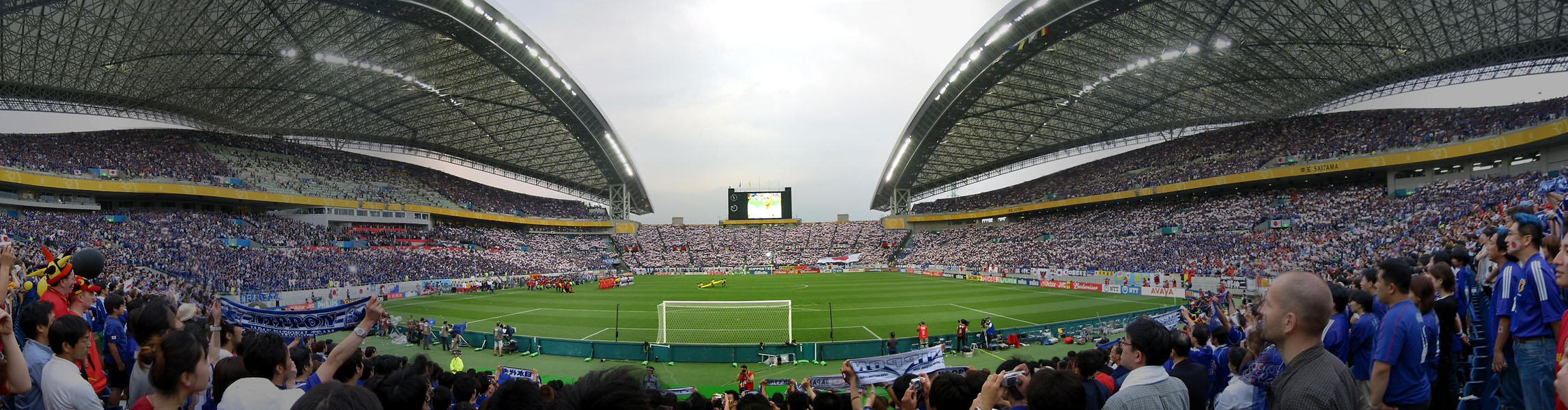
埼玉スタジアム2002（日本-ベルギー戦、2002年6月4日）。2002 FIFAワールドカップ。

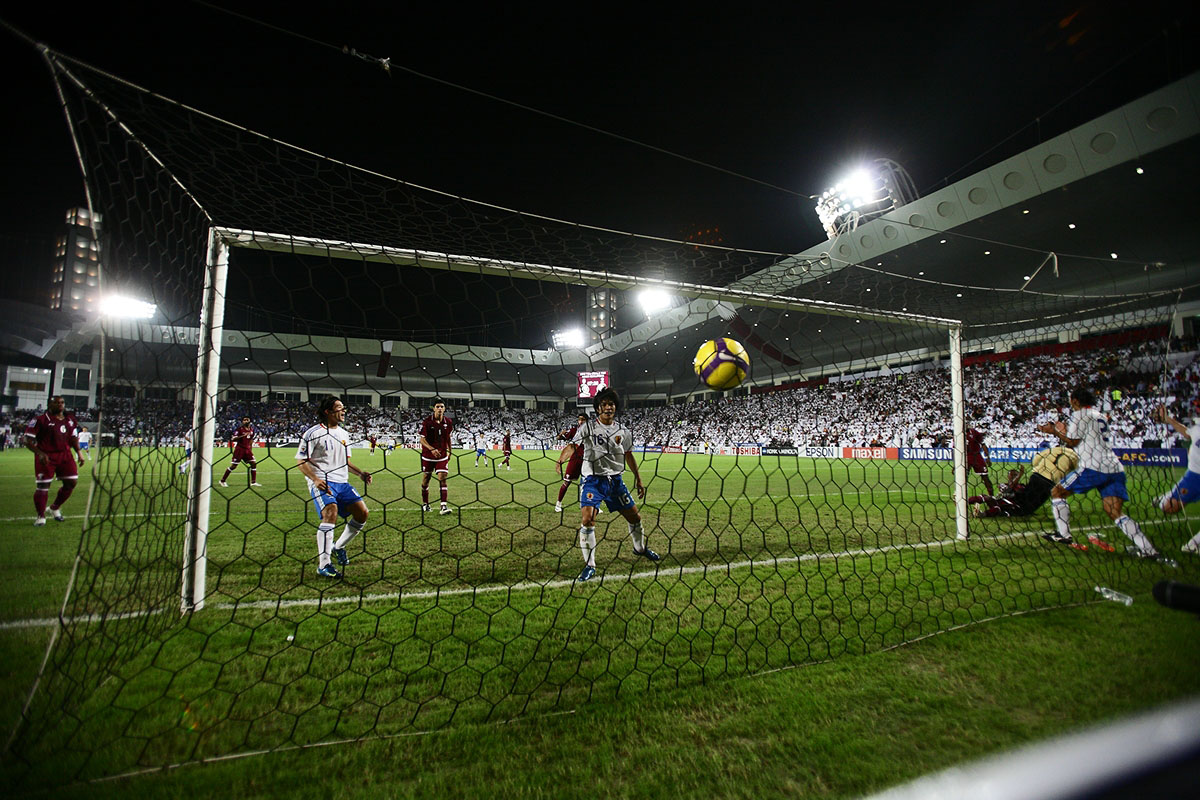
日本-カタール、2010 FIFAワールドカップ・アジア予選。ジャシム・ビン・ハマド・スタジアム。

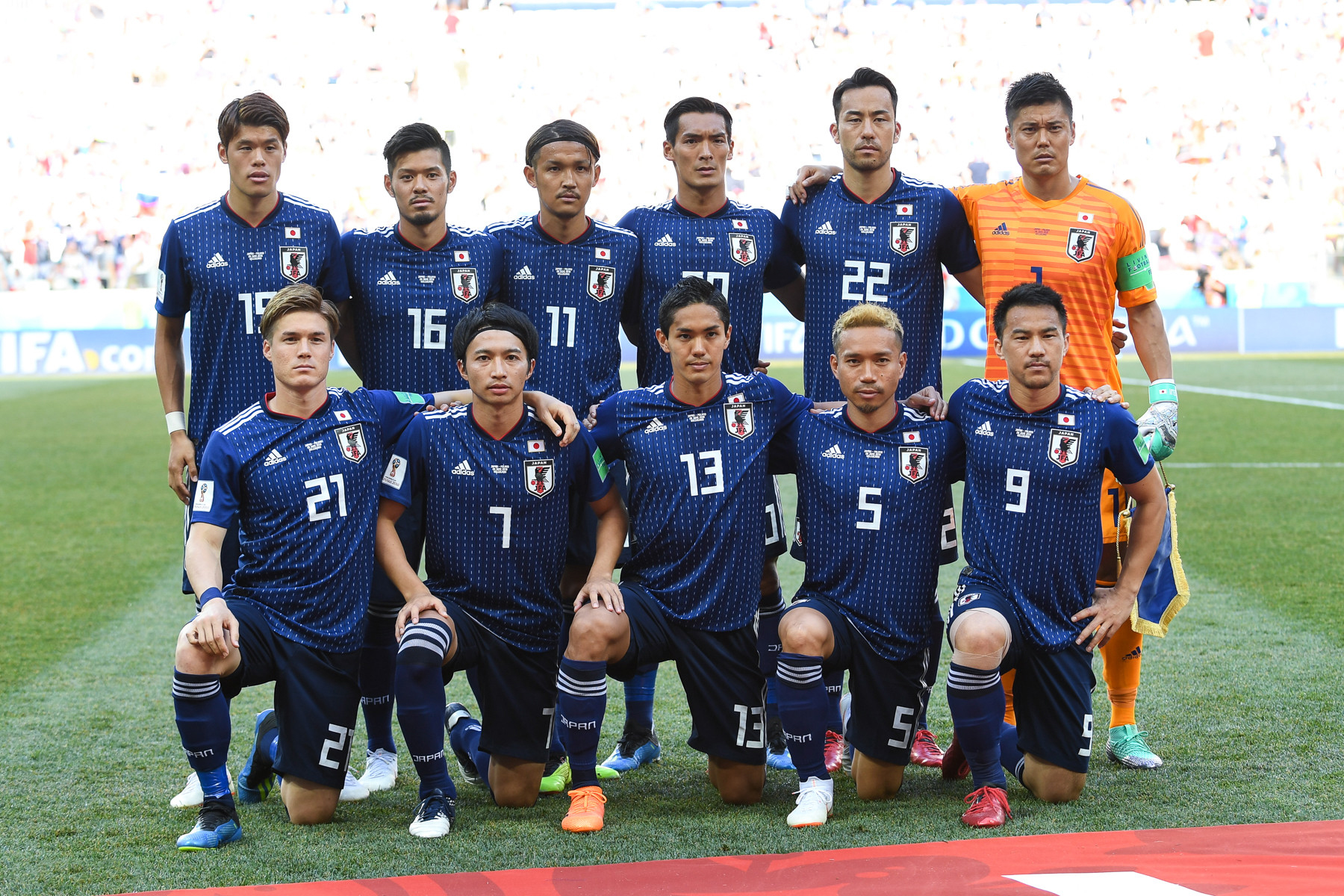
2018年におけるサッカー日本代表(ポーランド戦)。

代表別の世界最高峰の大会であり、国際Aマッチデーに入っている。詳細については、各大会の記事を参照。

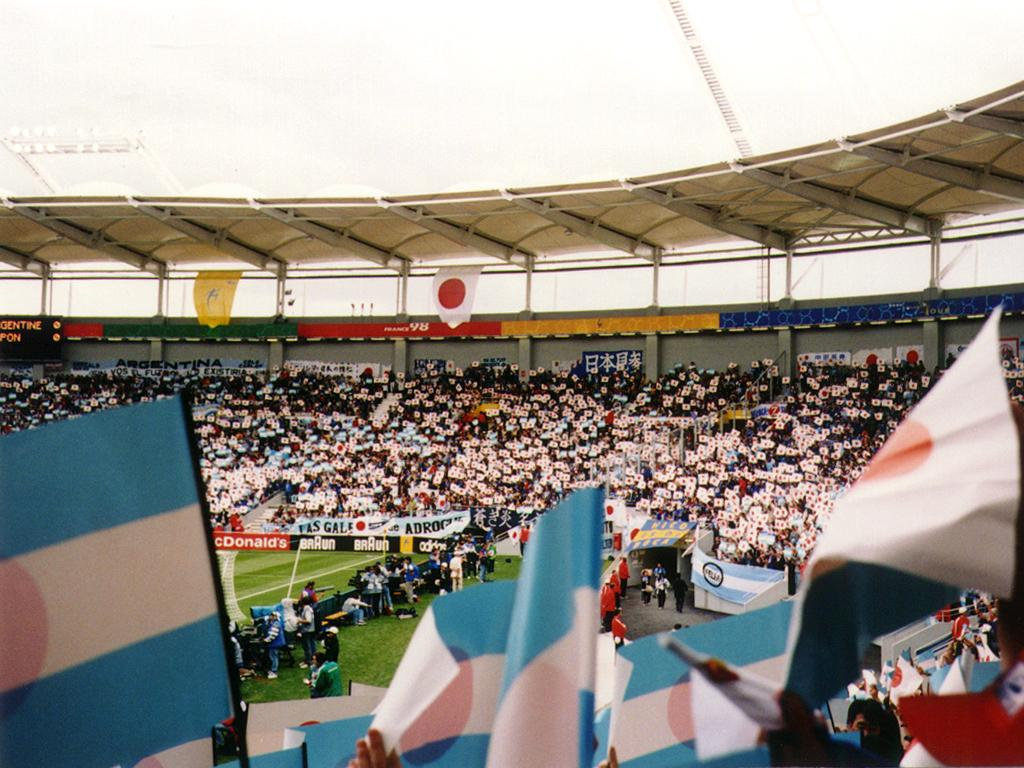
1998年、対アルゼンチン戦のスタンドの様子（トゥールーズ）。1998 FIFAワールドカップ。

1998年大会
初出場となった この大会はグループリーグでアルゼンチン、クロアチア、ジャマイカに3戦全敗し、グループリーグ最下位で終えた。なお、ジャマイカ戦では中山雅史がW杯初得点を決めた。
2002年大会
開催国のため、予選免除での出場となった。グループリーグ第1戦のベルギー戦を鈴木隆行と稲本潤一のゴールで2-2で引き分けてW杯初の勝ち点を得ると、続く第2戦ではロシアと対戦して稲本の2試合連続ゴールで1-0で降しW杯初勝利を挙げた。続く第3戦のチュニジアにも2-0で勝利し、2勝1分でグループリーグを首位で通過して初の決勝トーナメント進出を決めた。決勝トーナメント1回戦でトルコに0-1で敗れたものの、ベスト16の成績を残した。
2006年大会
2大会ぶりに予選に参加しアジア予選では1次予選で6戦全勝、最終予選でも5勝1敗の成績で1位で通過、3大会連続の本大会出場を果たすと共に時差の関係でワールドカップ地区予選突破第1号となった。前回大会で活躍した中田英寿ら黄金世代の選手達が20代後半〜30代前半と円熟期を迎え、更に前回大会に出場の叶わなかった中村俊輔や高原直泰が加わったチームは「史上最強」と謳われ、最終予選では視聴率が40%を超える試合が続出する等日本サッカーファンの期待はかつて無いほど大きく高まっていた。しかし、初戦のオーストラリア戦では中村が代表の大会初得点を挙げるも、後半39分にティム・ケーヒルに同点弾を奪われると、5分後にもケーヒルにミドルシュートを決められて逆転される。ジーコ監督はグルノーブル・フット38に移籍する前の2005年に16ゴールを挙げガンバ大阪のJリーグ初優勝に貢献した大黒将志を投入、アジア最終予選初戦の北朝鮮戦でロスタイムに勝ち越し弾を挙げて窮地を救った他、前年のコンフェデレーションズカップではブラジルとギリシャからもゴールを奪う等前年は5得点でかつ全て後半の残り15分間に挙げているため、大黒の終盤に入ってからの得点力に賭けたが最終ラインの茂庭を交代させた分前掛かりになったところをカウンターで切り裂かれた末、ジョン・アロイージに決められて、残り時間6分から3点を奪われ1-3と逆転負けを喫した。続くクロアチア戦では2試合連続の午後3時キックオフと酷暑の中、前半21分にダド・プルショを宮本恒靖が倒して献上したPKを川口がセーブする活躍を見せるが、柳沢敦が決定機を外すなど決めきれず無得点のまま引き分ける。宮本を出場停止で欠いた状態で臨み2点以上の差をつけて勝たなければならなかった3戦目のブラジル戦では玉田圭司のゴールで先制するも、ワールドカップの通算得点でゲルト・ミュラーの記録越えがかかったロナウド（当時12ゴール）から2ゴールを奪われるなど1-4と逆転負けを喫してグループリーグ最下位で大会を終えた。なお、この大会をもって中田が現役を引退した。サッカーダイジェストによると、ドイツ大会不振の原因の一つにジーコ監督が守備の約束事を示さなかったことで大会直前に選手間で話し合ったところ、プレスの掛け所を巡って意見が割れたことでチームワークに亀裂が入ったまま本大会に入ったことがあるとされる。
2010年大会
ドイツ大会終了後、ジェフユナイテッド千葉の監督であったイビチャ・オシムが監督に招聘された。ところが、2007年11月にオシム監督が脳梗塞で倒れたことで、岡田武史が1998年以来となる監督に就任した。2009年6月6日のアジア最終予選においてウズベキスタンに勝利して4大会連続4度目の本大会出場を決めた。一方で、本大会直前期の試合の成績がふるわなかったことから岡田の解任論が噴出するなど過去にないほど世論の代表チームへの期待が低かった。本大会では予選からフォーメーションや戦術を大幅に変更し、グループリーグ初戦のカメルーン戦は本田圭佑のゴールで1-0で勝利した。この勝利は、海外開催でのワールドカップ初勝利となった。続くオランダとの第2戦では0-1で敗れるも、第3戦のデンマーク戦では本田と遠藤保仁のフリーキックに岡崎慎司のゴールで3-1で勝利しオランダに次ぐグループ2位で2大会ぶりにグループリーグを突破した。決勝トーナメント1回戦ではパラグアイと対戦し90分を終えてスコアレスのまま延長戦に突入するが、そこでも決着はつかずにPK戦に突入。日本は3人目のキッカーを務めた駒野友一のシュートがバーに当たって失敗した。最後は5人目のキッカーを務めたオスカル・カルドソにも決められて3-5で敗れ、ベスト16で大会を去った。
2014年大会
南アフリカ大会終了後、アルベルト・ザッケローニが監督に就任。2013年6月4日、埼玉スタジアム2002でのアジア最終予選第7戦（第8節）においてオーストラリアと引き分け、5大会連続5度目の本大会出場が決定した。初出場から5大会以上連続出場はブラジル、イングランドに次いで史上3か国目となり、2006年・2010年大会に続き3大会連続で予選突破第1号となった。
前回大会で活躍した本田や岡崎、前回の南アフリカ大会では選外ながらも新たに台頭した香川真司等過去最多の海外組が名を連ねる攻撃サッカーを掲げたチームの前評判は親善試合でヨーロッパの強豪国と引き分けたり（オランダと2-2）、勝利する（ベルギーに3-2）等していたことから非常に高かった。しかし、コートジボワールとのグループリーグ初戦は前半16分に前回大会に続いて本田が大会初戦で先制ゴールを決めるも、後半17分にコートジボワールのエース・ディディエ・ドログバが投入され、右サイドバックのセルジュ・オーリエにクロスを上げられると19分にウィルフリード・ボニに、2分後には吉田麻也がドログバに引き付けられた末、ダイアゴナルに走られたジェルビーニョに頭で叩き込まれてわずか2分間で2失点し逆転負け。2戦目のギリシャ戦は前半38分にコスタス・カツラニスを退場に追い込みながら、再三の決定機を外し続けるなど数的優位を生かせず、0-0のドローとなった。コロンビアとの最終戦は岡崎が2大会連続ゴールで同点に追いつくも後半で3点を奪われて1-4で敗れ、初戦を逆転で落とし、2戦目は欧州諸国相手に決定機を外してのスコアレスドロー、最終戦は南米諸国を相手に先発したフォワード に2ゴールを奪われての1-4で敗戦かつゴールキーパーが3人目の交代で出場 とドイツ大会を彷彿させる様に1分2敗でのグループリーグ最下位に終わった。ザッケローニ監督就任以降、不安視された守備が最後まで改善されなかったことや、6人交代枠のある親善試合においても新戦力のテストを全くといってよいほどせずに固定したメンバーで戦ったこと、3試合とも高温多湿の会場で試合を行うにもかかわらずグループリーグの抽選前に寒冷地のイトゥをキャンプ地として決めたまま変更しなかったこと、ザッケローニ監督が代表メンバー発表の場で「日本に空中戦の文化はない」と断言し、それまで何度も代表に召集されていた空中戦に強いFW豊田陽平をメンバーから外しておきながら、第1戦と第2戦で吉田を前線に上げてロングボールの放り込みを強行するという戦術の矛盾が生じたこと、練習や親善試合でも見せなかった にもかかわらず、後のなくなった第2戦に岡崎を左サイドハーフでスタメン出場させ、香川の投入後は岡崎を前線に配置する等、ザッケローニ監督の言行不一致な采配が不振の原因だった。この結果の故に本番前に目標を優勝と公言していた本田や長友等の選手は大会後、批判に晒されることとなった。
2018年大会
ブラジル大会終了後、ハビエル・アギーレが監督に就任。
2018 FIFAワールドカップ・アジア3次予選で、オーストラリアにワールドカップ予選で初勝利し6大会連続6度目の本大会出場が決定したが、大会直前の2018年4月9日にヴァイッド・ハリルホジッチ監督が解任され、前JFA技術委員長の西野朗が新監督に就任した（西野は、同年4月7日までにJFA理事、JFA技術委員長、Jリーグの理事を辞任し、JFA技術委員長後任は関塚隆が就任した)。解任の理由について田嶋幸三JFA会長は「ワールドカップで1％でも勝つ確率を上げたい」と述べた。なお、監督交代については批判もあった。
本大会ではグループHに入り、初戦で前回大会グループステージ最終戦で1-4と大敗したコロンビアと対戦。前半6分にコロンビアのMFカルロス・サンチェスが一発退場＆PKを献上すると、これを香川が決めてW杯ではこれまでで最も早い本大会初得点を記録した。しかし前半39分、フアン・キンテーロにグラウンダーのFKで追いつかれて前半を折り返したが、数的優位を活かし後半28分に大迫勇也が決勝ゴールを決め2-1で勝利した（W杯でアジアのチームが南米のチームに勝利したのは18試合目にして史上初。それまでは3分け14敗で未勝利）。2戦目のセネガル戦は11分にエースのサディオ・マネに先制ゴールを許すなど相手に2度のリードを許したが、乾貴士と本田のゴールで追い付き、2-2の引き分けに持ち込んだ。本田は、代表史上初の本大会3大会連続得点となった。3戦目のポーランド戦では59分にヤン・ベドナレクに失点を献上して0-1で敗れたが、順位、得失点差、総得点、直接対決結果の全てが並んでいたセネガルをフェアプレーポイントで上回ったことで2大会ぶりの決勝トーナメント進出（ベスト16）を決めた。なお、同大会の出場チームでは唯一の第4ポットからの決勝トーナメント進出チームとなった。ラウンド16（1回戦）では、大会直前のFIFAランキング3位のベルギーと対戦。後半に原口元気のゴールでワールドカップの決勝トーナメントで初ゴールを挙げると、乾がペナルティーエリア外からの強烈な無回転ミドルを突き刺し、ベルギーから2点を先行したが、ベルギーが選手を2人同時に交代させたすぐ後の69分にCKの流れからヤン・フェルトンゲンのふわりとしたヘディングシュートを決められて1点を返されると、74分にはチェックに行った大迫がベルギーのエース・エデン・アザールに切り返されてクロスをドリース・メルテンスと交代したマルアン・フェライニにヘディングシュートを決められ一気に同点に追いつかれる。このまま延長戦突入かと思われた中で迎えた試合終了間際の後半AT4分に本田のコーナーキックをティボー・クルトワにキャッチされるとそこからベルギーがカウンターを発動。コーナーキックで前線に上がっていたセンターバックの吉田と昌子が2人とも戻り切れずにケビン・デ・ブルイネのスルーパスを受けたトーマス・ムニエの折り返しをヤニック・カラスコと交代したナセル・シャドリに流し込まれたところで試合終了。延長戦の末2-3で逆転負けした1970年大会のイングランド以来48年ぶりとなるワールドカップのノックアウトステージにおける2-0とリードしてからの逆転負けで史上初となるベスト8進出を逃してしまった（90分間での決着はポルトガルが北朝鮮を5-3で破った1966年大会以来52年ぶりである）。大会終了と同時に西野朗は退任した。
2022年大会
ロシア大会終了後、森保一が監督に就任。2020年東京五輪に出場するU-23日本（2018年時点ではU-21日本）監督を兼任したまま、ロシアＷ杯日本代表コーチから昇格する形であった。
2022 FIFAワールドカップ・アジア3次予選でオーストラリアにアウェイで初勝利し7大会連続7度目の本大会出場が決定したが、最初の3試合でオマーンやサウジアラビアに敗れて1勝2敗と後がない状態から6連勝したこと、1位で予選通過出来なかったこと、特定の選手の活躍が目立ったことから采配に対する不安定性や戦術の確立に対する指摘は少なくなかった。また、アジアカップで優勝出来なかったことや東京五輪でホームアドバンテージを活かしてメダルを取れなかったこと、さらにはキリンカップ決勝でチュニジアに0-3で完敗して優勝を逃したことも批判材料としてあった。
本大会ではグループEに入り、ドイツやスペインといったポット1クラスの優勝経験国、2大会前にベスト8入りを果たしたコスタリカと同居する非常に厳しいグループとなった。海外メディアは2強2弱のグループとの見方が大半で、ドイツ代表OBの反応は楽観的だったり対戦国であるスペインのメディアはドイツ対日本のスタメン予想にいるはずのない選手を挙げる等扱いも雑であった。
今大会は開催国の酷暑の関係で通常の時期とずらした冬の開催となった。メジャーである欧州のシーズン中に中断期間を設けての開催だったので大会前に各国に怪我人が相次いだ。エースが無念の選外となる国もあれば、大会中の復帰を期待してメンバー発表した国もあり、日本も初戦までフルメンバーが揃わない中でやりくりが大変であった。
大会前最後の強化試合で日本は36年ぶりの本大会出場を決めたカナダと対戦した。日本は立ち上がりから積極的に仕掛け前半8分に相馬勇紀が先制ゴールを決める。しかし、21分にセットプレーからスティーブン・ヴィトーリアに同点ゴールを決められると、終了間際にはペナルティエリア内でリッチー・ラリアに反則を誘発されPKを献上。このPKを71分から入ってきたルーカス・カヴァリーニに決められたところで試合終了。大会前最後の強化試合を逆転負けで終えることとなった。
初戦は4度の優勝を誇るFIFAランキング11位のドイツと対戦。開始からドイツにボールを握られる劣勢の中、前半33分にPKをイルカイ・ギュンドアンに決められて前半を折り返した。しかし、後半陣形を変えて選手交代もすると、それが見事に的中。75分に堂安律、83分に浅野拓磨のゴールで逆転し、日本代表としては史上初となる2大会連続の白星スタートとワールドカップでの逆転勝ちを達成した。2戦目のコスタリカ戦は次のスペイン戦を考えると一番勝利が欲しい相手であったが、前節から先発を5人入れ替えて臨んだ。ボールを保持して圧倒的に攻める展開の中、ケイロル・ナバスを中心とした相手のソリッドな守備を崩せず、試合終盤の81分に不用意なクリアミスから一瞬の隙を与えてしまい、ケイセル・フレールが放ったコスタリカ唯一の枠内シュートにより痛恨のゴールを許し敗戦（日本がコスタリカに敗れたのはこの試合が初めてだった）。これによりグループEの4チーム全てに決勝トーナメント進出の可能性が残り、最終戦は読めない展開となったがスペインのみ1勝1分かつ得失点+7であったため優位であった。
そうして迎えた3戦目はFIFAランキング7位のスペインと対戦。コスタリカとドイツの試合も同時刻に行われた。日本は今節で勝てば無条件で決勝トーナメント進出だったが、負ければ1次リーグ敗退。引き分けの場合はドイツも引き分ければ決勝トーナメント進出でドイツが勝てば1点差なら総得点次第、2点差以上なら1次リーグ敗退という状況だった（日本が引き分けでコスタリカが勝っても日本は1次リーグ敗退という状況だった）。日本はこの試合僅かシュート6本でボール支配率は18％、スペインは82％という圧倒的な劣勢の中で前半12分にアルバロ・モラタに先制点を許す苦しい展開に。同時刻にドイツが先制点を挙げたこともありサポーターは衝撃を受けたが、後半になるとドイツ戦と同じ采配で選手と陣形を変えて攻勢に出る。48分に堂安律、51分に田中碧が立て続けにゴールを奪い後半開始からわずか6分で逆転に成功。コスタリカもドイツから後半開始25分で2点を奪って逆転したため、一時は日本とコスタリカが勝ち抜けという状況にもなった（コスタリカは3分後に追いつかれた）。 逆転されたスペインは1次リーグ敗退の危機に追い込まれ立て続けに選手交代をして攻勢を強め、ドイツも最終的にコスタリカに4-2と2点差で勝利したために日本が決勝トーナメントに進むには勝利しかなくなった。しかし、パス1,000回を駆使したスペイン相手に5分間で効率良く2得点かつ堅守で逃げ切り、アジア勢史上初となるスペイン戦の勝利と日本代表としては史上初となる2大会連続の決勝トーナメント進出を勝ち取った。また、スペイン戦の勝利により日本のＷ杯における勝利数は通算で7となり翌日勝つ韓国と並んでアジア勢最多となった。
2回目となる1位通過した日本はラウンド16（1回戦）で、前回大会準優勝FIFAランキング12位のクロアチアと対戦。前回トーナメントでPK勝ち2回、延長勝ち1回、今大会でもわずか1失点であった試合巧者との対戦は戦前から塹壕戦の様相を呈していた。開始から日本が攻めながらも相手のルカ・モドリッチを中心としたクロスやロングスローを多用した攻勢に押し返される展開であったが、前半43分にセットプレーの流れから前田大然が待望の先制点を挙げる。しかし、55分にクロスからイヴァン・ペリシッチにヘディングで同点ゴールを決められ、そのまま決着は着かずPK戦にもつれ込む。日本はドミニク・リヴァコヴィッチに3人のシュートが止められて、最後はクロアチアの4人目マリオ・パシャリッチに決められたところで試合終了。またしても史上初のベスト8にはあと一歩届かなかった。これまで4大会のW杯に出場した長友佑都は試合後に「日本サッカーは確実に成長していると感じています」と述べた一方で「これから日本サッカーの発展のためにも、Jリーグをもっと盛り上げていかないといけないと思います」と危機感も隠さず、吉田麻也主将も「今大会を通して一人でも多くの子どもたちがフットボールを好きになって、Jリーグを盛り上げて、日本のサッカーが少しでも成長すれば、自分もその一端を担えたという意味でうれしい」と代表が更に強くなるには国内リーグの盛り上がりは必須という本音も覗かせた。田嶋幸三会長も「2050年までにワールドカップを日本で開催し、その大会で優勝するという目標に着実に近づいているとカタールで実感することもできました」と帰国後の記者会見で述べた。
今大会を振り返るとポット1の国から初めて勝ち点を奪い、1大会で2回逆転勝ちしたのはブラジルや(西)ドイツに続いて52年ぶり3チーム目、66年大会以降のチームとしては最低保持率で勝利する等記録づくめの大会となった。国際サッカー連盟（FIFA）は、決勝後本大会を総括し、日本代表をアルゼンチン、クロアチア、モロッコと共に「傑出していたチーム」と評価した。海外メディアからも様々な論評が溢れ、アジア勢が決勝トーナメントに3ヵ国進出したのも欧州勢の次に多く史上最多であったが、直近大会で初めてベスト8に行った国（ウクライナ、パラグアイ、コスタリカ、ロシア、モロッコ）をみるとPK戦の勝ち上がりが多く、グループリーグとは別にトーナメントに特化した対策も急務である。理由としては実力が均衡した国同士の組み合わせ、守備中心の試合になりやすいためである。大会終了後、森保監督の続投が決定した。W杯終了後の指揮官継続は日本代表史上初である（これまでの監督は大会終了後に退任していた）。

### FIFAコンフェデレーションズカップ
各大陸別選手権の王者の大会。プレＷ杯の大会では国際Aマッチデーに入っていた。2017年大会（第10回）で廃止。
1995年大会（第2回、当時の大会名はキング・ファハド・カップ）
アジアカップを初制覇して初出場した大会であったが、2試合2敗・得点1失点8のグループリーグ最下位と惨敗に終わった。
2001年大会（第5回）
地元開催となった当大会では、初戦で北中米カリブ王者カナダを破りコンフェデレーションズカップ初勝利を上げると、第2戦でアフリカ王者カメルーンを撃破しグループリーグ突破を決めた。第3戦では南米王者ブラジル相手に善戦して引き分け、グループリーグ1位となった。準決勝では大雨の中、オーストラリアと対戦、中田のFKが決勝点となり1-0で勝利し決勝進出。しかし、決勝前に中心選手である中田が所属クラブであるASローマのスクデット争いのためにチームを離れ、決勝ではフランスに0-1で惜敗した。男子日本代表がA代表に於けるFIFA主催の大会で決勝に進んだのは史上唯一の快挙である（2022年現在）。
2003年大会（第6回）
初戦でオセアニア王者ニュージーランドに大勝するも、欧州王者フランス、南米王者コロンビアに連敗。グループリーグ3位となり、2大会連続のノックアウトステージ進出はならなかった。
2005年大会（第7回）
欧州王者ギリシャに勝利し、南米王者ブラジルと引き分けるも初戦で北中米カリブ王者メキシコに敗戦したことが響き、得失点差でグループリーグ3位となりノックアウトステージ進出ならず。
2013年大会（第9回）
アジアカップ2011を制し、2大会振りの出場となったが同組にブラジル、欧州王者・イタリア、北中米カリブ王者・メキシコとワールドカップ優勝経験国2ヶ国が入る「死の組」に入り、3戦全敗のグループリーグ最下位に終わった。攻撃的サッカーを標榜して来た日本代表ではあったが、失点数は3試合で9点に及び、守備力不足が露呈した。

### アジアカップ
アジアサッカー連盟（AFC）主催のアジアの代表王者を決める大会で、国際Aマッチデーに入っている。優勝すればFIFAコンフェデレーションズカップ（2017年大会で廃止） に出場できた。
アジアにおいては、AFC主催のアジアカップ（サッカー単一種目での大陸選手権）と並んでアジアオリンピック評議会主催のアジア競技大会（総合競技大会）がかつて高い位置を占めていたので、サッカー日本代表は後者をより重視した。その理由としては、当時はアマチュアリズム全盛の時代で、オリンピックを重視していたため五輪と同年のアジアカップを軽視していたことや、現在とは違い代表に投資できる年間予算も限られていたことなどが挙げられる（当時のアジア大会の最高成績は1951年ニューデリー大会と1966年バンコク大会の3位。U-23の大会に変わった後の2010年広州大会で優勝を果たしている）。
1967年7月、台北で開催された第4回アジアカップイラン大会東地区予選に日本B代表が初参加したものの予選で敗退した。B代表が出場したのは、同じ7月にA代表がペルーとブラジルへ遠征中だったためである。続く第5回タイ大会は不参加した。1975年6月、香港で開催された第6回イラン大会東地区予選では初めてA代表が出場した。東地区予選大会は決勝に進んだ2チームが出場する形だった。6月14日の組み分け予備戦（組み分けを決めるために行う試合）で香港と対戦し引き分けたもののPK戦で勝てず (0-0 (PK3-4))、グループリーグでは1勝1敗で準決勝に進み、中国と対戦したが、6分、33分と失点。日本の得点は43分に1点を返したのみで終わり、1-2で敗れ予選敗退が決まった。その後、第7回クウェート大会、第8回シンガポール大会と立て続けに参加しなかった。
前述のとおり、1992年バルセロナ五輪から五輪が23歳以下の選手の大会になったことで1987年10月26日にソウル五輪アジア最終予選第6戦最終戦中国戦で日本が0-2で敗れ、予選敗退が決まった直後からJFAは日本A代表の最大の目標をワールドカップへと完全に切り替えた。
1988年、第9回カタール大会予選で大学生を主体とするB代表が初めて予選を突破し、そのままB代表が同年12月の本大会に出場したが、本大会では1次リーグ4試合を通じ無得点で1分3敗のグループ最下位で大会を終えた。当時は依然としてJFAやマスコミはアジアカップを軽視しており（同時期に日本で開催していたトヨタカップを重視し、アジアカップに帯同する記者が少なかったことについて大会の関係者が次回の日本開催について考えなおす旨の発言もあった）、バルセロナ五輪（この五輪から23歳以下の大会）アジア予選に向けたチーム作りの一環として第9回カタール大会予選にB代表を参加させた。ところが、期せずして予選を突破したため、そのまま本大会にも出場させたという（ただし、このB代表からはいずれも1969年8月1日生以降という年齢制限のため五輪予選には参加していない）。
JFAは、日本代表監督としては史上初の外国人監督であるハンス・オフトを1992年3月に日本代表監督へ就任させた。
1992年10月30日から開幕する第10回日本大会へは開催国として出場が決まっており、開催国としても翌年5月15日に迫ったJリーグ開幕に向け盛り上げるためにも、オフトがチームを掌握するためにも（就任当初は基礎を徹底するオフトに主力が反発するも結果が出るに従い収まっていったが、中心選手のラモス瑠偉だけが猛反発した。1992年9月26日のオフトとの個人面談で和解したが、アジアカップの結果次第では再燃する恐れがあった）、そして何より翌年4月8日から始まる1994年アメリカW杯アジア予選（1993年4月8日がアジア一次予選初戦タイ戦）に自信を持って挑むためにも、この大会での勝利、好成績が求められていた。
広島県の各地で開催された日本大会では初戦のUAE、2戦目の北朝鮮といずれも引き分け、3戦目の前にUAEが北朝鮮に勝利したため 暫定3位となり、それまで1勝1分のイランに勝たなければグループリーグ敗退となる状況で、53分に相手FWが退場になり人数的に有利になりながらもなかなか得点を挙げられなかったが、87分に井原正巳のパスから三浦知良のゴールで先制し、その後アディショナルタイムにイランにさらに2人の退場者が出る荒れた試合になったものの1-0で辛勝、決勝トーナメント進出を決めた。準決勝の中国戦では開始早々に失点、その後後半に2点を入れ逆転したものの、60分にGK松永成立が相手を蹴ったとしてレッドカードで退場、1人少ない状態から一旦は追いつかれたが、84分に中山のヘディングゴールで3-2で辛勝。決勝では、サウジアラビアに対し、36分の高木琢也のゴールを守り切り1-0で勝利、主要国際大会で史上初めての優勝をもたらした。実質日本が初めて真剣に取り組んだアジアカップで、初の栄冠を勝ち取ったのであった。またこの大会は日本各地にサポーターが生まれるきっかけにもなった（それまでも東京の国立では日本サッカー狂会をはじめ数少ないサポーターたちが声をそろえて応援し続けていたが、この大会ではウルトラス・ニッポンの一般観客を巻き込みながらスタンド全体で手拍子と歌によって行う大規模な応援が注目を集め、マスコミが報道した。そのことで翌年のJリーグ開幕以降、日本各地にサポーターが誕生することになった）。
1996年の第11回UAE大会はグループリーグを3戦全勝で通過したものの、準々決勝でクウェートに0-2で敗れ、連覇を逃した。
2000年の第12回レバノン大会は直前のシドニー五輪を戦った中村俊輔・高原直泰ら「黄金世代」といわれたシドニー五輪代表と、名波浩や川口能活らフランスワールドカップ以来のメンバーが融合したチームをフィリップ・トルシエ監督が率い、圧倒的なパフォーマンスで大会を席巻。グループリーグを2勝1分で1位通過すると、準々決勝ではイラクを4-1、準決勝では中国を3-2でそれぞれ逆転で降す。そして決勝戦では前回優勝のサウジアラビアを1-0で破り、2大会ぶり2度目の優勝を果たした。
2004年の第13回中国大会ではジーコ監督のもと主力を怪我などで欠き、地元中国との対戦のみならず全ての試合で、プレー中のみならず国家斉唱の際にまで中国人サポーターの激しいブーイングを受けるなど逆境の中での戦いであったが、ノックアウトステージでは初戦のヨルダン戦ではPK戦にもつれ込み、1-3の絶体絶命の場面からGK川口能活の2つのセーブを含む相手の4本連続失敗で逆転勝利、準決勝では0-1から39分に遠藤保仁が退場処分となり不利になりながら後半に一旦逆転、その後再逆転を許すも終了間際に中澤佑二のゴールで同点に追いつき、延長に入り玉田圭司の決勝ゴールを守り切り4-3で決勝進出、決勝戦では地元中国を3-1で下して、2大会連続3度目の優勝を果たした。
2007年の第14回4ヵ国（タイ、マレーシア、ベトナム、インドネシア）共催大会ではグループリーグを2勝1分の1位で通過。準々決勝では初参加のオーストラリアをPK戦の末に勝利してベスト4へ進んだものの、準決勝でサウジアラビアに2-3で敗れ3連覇はならず、さらに3位決定戦でも韓国相手にPK戦を制することが出来ず4位に終わった。日本は、1996年大会準々決勝でクウェートに敗れて以降、この大会の準決勝でサウジアラビアに敗れるまで16試合連続無敗を続けていた。なお、サウジアラビアも1984年大会の初戦から16試合連続無敗を続けていたが、1992年大会決勝で日本に敗れ記録が止まった。なお、日本は初優勝した1992年大会以降グループリーグは全て無敗で1位通過しており、グループリーグの連続無敗記録は2015年大会までで21試合となっている。
2011年の第15回カタール大会ではグループリーグを2勝1分の1位で通過。準々決勝の地元カタール戦では10人になりながらも3-2で逆転勝利。準決勝の韓国戦では延長戦でも決着が付かずPK戦に突入し、川島永嗣が相手のPKを2本止める活躍で勝利し決勝進出。決勝のオーストラリア戦では0-0のまま延長戦に突入し、延長後半に長友佑都の左サイドからのクロスボールに李忠成がボレーシュートで合わせ代表初ゴールとなる決勝点を決めて、2大会ぶり4度目（歴代最多）の優勝を遂げた。
2015年の第16回オーストラリア大会ではグループリーグを3戦全勝、無失点で1位通過。準々決勝のUAE戦では開始早々にこの大会初失点を喫するも、終盤に柴崎岳のゴールで追いつき延長戦に突入。ボール支配率・シュート数では相手を圧倒し、決定機をことごとく作りながらそれらを全て逃し続け、延長戦でも勝負を決められずPK戦の末1番手の本田と6番手の香川が失敗し無敗（3勝1分）のままベスト8で敗退。準々決勝敗退は加茂周監督が日本代表を率いた19年前の1996年大会以来5大会ぶりとなり、Jリーグ発足後に参加したアジアカップとしても同大会と並び過去最低タイ記録となった。
2019年の第17回UAE大会ではグループリーグから準々決勝までの5試合を全て1点差で勝利。準決勝では優勝候補のイランを3-0で破り決勝に進出した。しかし、決勝でカタールに1-3で敗れ、2大会ぶりの優勝を逃した。なお、この試合が森保体制となってからは初の敗戦であった。また、優勝を逃した日本は大会通算5度目となる決勝で初の敗者となった。
AFCアジアカップ2023は開催予定だった中国が開催権を返上したため、カタールでの開催となった。前述の2022 FIFAワールドカップが同じくカタールで2022年11月20日から12月18日まで開催された影響もあり、2024年1月12日から2月10日までの開催となる。本大会で日本はグループDに入り、初戦でベトナム、第2戦でイラク、最終節でインドネシアと対戦する組み分けとなった。初戦のベトナム戦は前半11分に南野拓実のゴールで先制するも直後に16分・33分と立て続けに失点し、一時逆転されるも直後に45分・45+4分と立て続けに得点して逆転し4-2で勝利。しかし、第2戦のイラク戦ではアイマン・フセインに前半5分にヘディングで先制ゴールを決められると45+4分にもフセインにヘディングでゴールを決められて前半を2点ビハインドで終えることに。後半に入ってからは日本のペースで試合を進め、試合終了間際の90+3分に遠藤航がヘディングでゴールを決めて1点を返すも同点には追いつけず1-2で惜敗。A代表で臨んだ1992年大会以来初のアジアカップグループステージでの敗北を喫した。日本はこの時点でグループステージ首位通過の可能性が消滅した。第3戦のインドネシア戦では試合終了間際にロングスローからサンディ・ウォルシュのゴールで失点するも上田綺世の2ゴールの活躍で3-1で勝利し、決勝トーナメント進出を決めた。決勝トーナメント1回戦のバーレーン戦では前半31分に堂安律のゴールで先制すると、49分に久保建英がゴールを決める。しかし、64分に板倉滉と鈴木彩艶が交錯したことによるオウンゴールで1点は失ったが、72分に上田綺世の3点目が決まりバーレーンに3-1で勝利し、ベスト8進出を決めた。準々決勝はカタールW杯後16戦無敗を維持するイランと対戦した。開始から日本がゲームを支配する中で、前半28分に守田英正が待望の先制ゴールを決める。しかし、55分にモハマド・モヘビに同点ゴールを決められると、その後はイランを相手に守勢に回る時間が続く展開に。このまま延長戦突入かと思われた試合終了間際に守備陣の連携ミスから板倉がペナルティエリア内で相手を倒してしまいPKを献上すると、このPKをアリレザ・ジャハンバフシュに決められたところで試合終了。アジアカップ史上初めて全試合で失点をし、総失点数は5試合で史上最低の8失点と守備が安定しなかった。史上最強JAPANとも称され優勝候補筆頭だったが、3大会ぶりの優勝には届かず、史上最低タイのベスト8で大会を去ることとなった。

### コパ・アメリカ
南米サッカー連盟（CONMEBOL）主催の南米の代表王者を決める大会で、国際Aマッチデーに入っているが、CONMEBOLに所属していない招待された代表には国際Aマッチデーによる拘束権はない。日本代表はアメリカ州外からコパ・アメリカに招待参加した最初のチームで、これまでに1999年大会と2019年大会に出場した。
2011年大会にも招待を受け出場予定であったが、同年3月に発生した東日本大震災に伴うJリーグの日程変更により、主力となるはずの国内クラブ所属選手の招集が難しくなり、また欧州クラブ所属選手の招集も困難であった（アジア大陸の選手権ではないので代表拘束権がない）ことなどから、参加を断念。
2015年および2016年もスケジュール調整の関係で参加を辞退した。
1999年大会以来の出場となった、2019年大会は平均年齢22.3歳という東京五輪世代中心で構成されたメンバーで、初戦のチリ戦は0-4と大敗したが、2戦目のウルグアイ戦は2-2の引き分けに持ち込み、勝てば決勝トーナメント進出となる3戦目のエクアドル戦では、中島翔哉のゴールにより先制するも1-1の引き分けに終わり、決勝トーナメント進出を逃した。

### EAFF E-1サッカー選手権
東アジアサッカー連盟（EAFF）主催の東アジアの代表王者を決める大会。国際Aマッチデーには入っていないため、各国とも、国内以外の海外リーグに所属する選手を招集するのが難しく、国内リーグの選手のみの代表となることがほとんどである。日本代表は2003年大会から出場しており、2025年現在の成績は、優勝3回、準優勝5回、3位1回、4位1回である。
2017年大会では、初戦の北朝鮮戦は前半から攻めあぐねる場面が散見されるなど、かなりの接戦を強いられたが後半ATに井手口陽介がボレーシュートを決めて1-0と競り勝った。第2戦の中国戦も初戦に続き、前半は決定力を欠いてスコアレスで折り返したが、試合終盤の84分に小林悠が代表初ゴールを決めると、その4分後には昌子源が約40メートルのロングシュートを打ち、追加点を決めた（ゴールを決めた昌子も代表初ゴールとなった）。試合終了間際にPKを決められ1点返されるも、2-1で逃げ切り勝利した。負け以外で優勝が決まる最終戦の韓国戦は前半3分に小林のPKで先制するも、その後に3点を奪われるなど1-4と大敗を喫し2大会ぶりの優勝を逃した。なお、この試合で監督を務めたヴァイッド・ハリルホジッチは、翌年3月のヨーロッパ遠征後の4月7日付で解任された。
2019年大会では、初戦の中国戦は29分に鈴木武蔵が先制ゴールを決めると、70分には三浦弦太が2点目のゴールを決めた（ゴールを決めた2人はいずれも代表初ゴールとなった）。試合終了間際に1点を返されたものの、同点にさせることなく2-1で勝利した。第2戦の香港戦は菅大輝、田川亨介、小川航基の東京五輪世代の3人の活躍で5-0の快勝を収めた（ゴールを決めた3人は全員が代表初ゴール、小川は代表デビューでハットトリック達成という史上3人目の快挙を成し遂げた）。負け以外で優勝が決まる最終戦の韓国戦では前半から韓国に攻め込まれる場面が多く、28分にファン・インボムに先制ゴールを決められ、1点ビハインドで前半を終える。後半は前半よりも攻撃の場面を増やし最後まで同点ゴールを目指すも結局追いつけず0-1で敗戦。韓国に逆転され2位に終わり、3大会ぶりの優勝を逃した。
2022年大会は、開催予定だった中国が開催権を返上したため、自国開催となった。初戦の香港戦は相馬勇紀、町野修斗、西村拓真がそれぞれ2得点ずつを決め6-0で大勝（町野と西村はこれが代表デビュー戦だった）。だが続く中国戦ではシュート20本を放ちながら得点できず、0-0の引き分けに終わる。勝つ以外優勝はないという状況で臨んだ韓国戦は前半を0-0で折り返すと、49分に相馬勇紀が先制ゴールを決める。その後も64分に佐々木翔、72分に町野修斗が立て続けに得点を決め、3-0で勝利。韓国を逆転し4大会ぶり2回目の優勝を飾った。
2025年大会は初戦で香港と対戦しジャーメイン良が95年ぶりとなる代表デビュー戦で4ゴールの大活躍で前半に5点を奪って試合を折り返すが、後半は前半にはなかったイージーなミスが目立ち、59分にはセットプレーからマット・オアにヘディングでゴールを決められ1点を返されてしまう。試合終了間際に中村草太が代表初ゴールを決めて6-1で勝利したが、後半は前半よりイージーなミスが目立ち相手にゲームを支配される時間が長くなる試合内容となってしまった。中3日で迎えた中国戦では前半11分に細谷真大のゴールで先制するが、直後に相手にチャンスを作られるもこの試合が代表デビュー戦となった早川友基のファインセーブで相手に得点を与えず、1点リードで試合を折り返すと今度は63分に望月ヘンリー海輝が代表初得点を決め、そのまま逃げきって2-0で勝利し1位で2位韓国との優勝決定戦となる第3戦に挑んだ。負け以外で優勝が決まる状況で挑んだ韓国戦は開始から韓国にゲームを支配され、前半7分にナ・サンホに低く鋭い弾道のシュートを放たれるが、これは右ポストに救われると直後にこの大会5ゴール目となるジャーメイン良のゴールで先制点を奪い前半を1点リードで折り返す。しかし、後半に入ると前半よりも相手にチャンスを作られる場面が増えて日本は苦境に陥る。それでも大迫敬介のファインセーブなどで相手にゴールを割らせず、最後まで逃げ切って日本史上初となる韓国戦の3連勝と東アジア選手権史上初となる全勝優勝を達成した。

## 成績

### 主な成績
- FIFAワールドカップ
  - ベスト16(4)：2002年、2010年、2018年、2022年
- FIFAコンフェデレーションズカップ
  - 準優勝 (1)：2001年
- オリンピック
  - 銅メダル (1)：1968年
- AFCアジアカップ
  - 優勝 (4)：1992年、2000年、2004年、2011年
- AFC/OFCチャレンジカップ
  - 優勝 (1)：2001年
- アフロアジア選手権
  - 優勝 (2)：1993年、2007年
- 極東選手権
  - 優勝 (1)：1930年（同位）
  - 準優勝 (2)：1927年、1934年（同位）
- ダイナスティカップ
  - 優勝 (3)：1992年、1995年、1998年
- EAFF E-1サッカー選手権
  - 優勝 (3)：2013年、2022年、2025年
  - 準優勝 (5)：2003年、2005年、2008年、2017年、2019年
- カールスバーグ・カップ
  - 準優勝 (1)：1996年
- ムルデカ大会
  - 準優勝 (2)：1963年、1976年
- キリンカップ
  - 優勝 (11)：1991年、1995年、1996年、1997年、2000年（同位）、2001年、2004年、2007年、2008年、2009年、2011年（同位）
- JOMO CUP
  - 優勝 (2)：1997年（同位）、2000年
- 3大陸トーナメント
  - 優勝 (1)：2007年

### FIFAワールドカップの成績
（  赤枠線  は日本の国内開催 ）
| FIFAワールドカップ | FIFAワールドカップ                          | FIFAワールドカップ | FIFAワールドカップ | FIFAワールドカップ | FIFAワールドカップ | FIFAワールドカップ | FIFAワールドカップ |                    | FIFAワールドカップ・予選 | FIFAワールドカップ・予選 | FIFAワールドカップ・予選 | FIFAワールドカップ・予選 | FIFAワールドカップ・予選 | FIFAワールドカップ・予選 |
| 開催国 / 年        | 結果                                        | 試合数             | 勝                 | 分                 | 負                 | 得点               | 失点               | 試合数             | 勝                       | 分                       | 負                       | 得点                     | 失点                     |                          |
| ------------------ | ------------------------------------------- | ------------------ | ------------------ | ------------------ | ------------------ | ------------------ | ------------------ | ------------------ | ------------------------ | ------------------------ | ------------------------ | ------------------------ | ------------------------ | ------------------------ |
| 1930年             | （ 不参加 ）                                | （ 不参加 ）       | （ 不参加 ）       | （ 不参加 ）       | （ 不参加 ）       | （ 不参加 ）       | （ 不参加 ）       | （ 不参加 ）       | （ 不参加 ）             | （ 不参加 ）             | （ 不参加 ）             | （ 不参加 ）             | （ 不参加 ）             |                          |
| 1934年             | （ 不参加 ）                                | （ 不参加 ）       | （ 不参加 ）       | （ 不参加 ）       | （ 不参加 ）       | （ 不参加 ）       | （ 不参加 ）       | （ 不参加 ）       | （ 不参加 ）             | （ 不参加 ）             | （ 不参加 ）             | （ 不参加 ）             | （ 不参加 ）             |                          |
| 1938年             | （ 不参加 ）                                | （ 不参加 ）       | （ 不参加 ）       | （ 不参加 ）       | （ 不参加 ）       | （ 不参加 ）       | （ 不参加 ）       | （ 不参加 ）       | （ 不参加 ）             | （ 不参加 ）             | （ 不参加 ）             | （ 不参加 ）             | （ 不参加 ）             |                          |
| 1950年             | （ 不参加 ）                                | （ 不参加 ）       | （ 不参加 ）       | （ 不参加 ）       | （ 不参加 ）       | （ 不参加 ）       | （ 不参加 ）       | （ 不参加 ）       | （ 不参加 ）             | （ 不参加 ）             | （ 不参加 ）             | （ 不参加 ）             | （ 不参加 ）             |                          |
| 1954年             | 予選敗退                                    | 予選敗退           | 予選敗退           | 予選敗退           | 予選敗退           | 予選敗退           | 予選敗退           | 2                  | 0                        | 1                        | 1                        | 3                        | 7                        |                          |
| 1958年             | （ 不参加 ）                                | （ 不参加 ）       | （ 不参加 ）       | （ 不参加 ）       | （ 不参加 ）       | （ 不参加 ）       | （ 不参加 ）       | （ 不参加 ）       | （ 不参加 ）             | （ 不参加 ）             | （ 不参加 ）             | （ 不参加 ）             | （ 不参加 ）             |                          |
| 1962年             | 予選敗退                                    | 予選敗退           | 予選敗退           | 予選敗退           | 予選敗退           | 予選敗退           | 予選敗退           | 2                  | 0                        | 0                        | 2                        | 1                        | 4                        |                          |
| 1966年             | （ 不参加 ）                                | （ 不参加 ）       | （ 不参加 ）       | （ 不参加 ）       | （ 不参加 ）       | （ 不参加 ）       | （ 不参加 ）       | （ 不参加 ）       | （ 不参加 ）             | （ 不参加 ）             | （ 不参加 ）             | （ 不参加 ）             | （ 不参加 ）             |                          |
| 1970年             | 予選敗退                                    | 予選敗退           | 予選敗退           | 予選敗退           | 予選敗退           | 予選敗退           | 予選敗退           | 4                  | 0                        | 2                        | 2                        | 4                        | 8                        |                          |
| 1974年             | 予選敗退                                    | 予選敗退           | 予選敗退           | 予選敗退           | 予選敗退           | 予選敗退           | 予選敗退           | 4                  | 1                        | 0                        | 3                        | 5                        | 4                        |                          |
| 1978年             | 予選敗退                                    | 予選敗退           | 予選敗退           | 予選敗退           | 予選敗退           | 予選敗退           | 予選敗退           | 4                  | 0                        | 1                        | 3                        | 0                        | 5                        |                          |
| 1982年             | 予選敗退                                    | 予選敗退           | 予選敗退           | 予選敗退           | 予選敗退           | 予選敗退           | 予選敗退           | 4                  | 2                        | 0                        | 2                        | 4                        | 2                        |                          |
| 1986年             | 予選敗退                                    | 予選敗退           | 予選敗退           | 予選敗退           | 予選敗退           | 予選敗退           | 予選敗退           | 8                  | 5                        | 1                        | 2                        | 15                       | 5                        |                          |
| 1990年             | 予選敗退                                    | 予選敗退           | 予選敗退           | 予選敗退           | 予選敗退           | 予選敗退           | 予選敗退           | 6                  | 2                        | 3                        | 1                        | 7                        | 3                        |                          |
| 1994年             | 予選敗退                                    | 予選敗退           | 予選敗退           | 予選敗退           | 予選敗退           | 予選敗退           | 予選敗退           | 13                 | 9                        | 3                        | 1                        | 35                       | 6                        |                          |
| 1998年             | グループステージ敗退                        | 3                  | 0                  | 0                  | 3                  | 1                  | 4                  | 15                 | 9                        | 5                        | 1                        | 51                       | 12                       |                          |
| 2002年             | ベスト16                                    | 4                  | 2                  | 1                  | 1                  | 5                  | 3                  | 予選免除（開催国） | 予選免除（開催国）       | 予選免除（開催国）       | 予選免除（開催国）       | 予選免除（開催国）       | 予選免除（開催国）       |                          |
| 2006年             | グループステージ敗退                        | 3                  | 0                  | 1                  | 2                  | 2                  | 7                  | 12                 | 11                       | 0                        | 1                        | 25                       | 5                        |                          |
| 2010年             | ベスト16                                    | 4                  | 2                  | 1                  | 1                  | 4                  | 2                  | 14                 | 8                        | 4                        | 2                        | 23                       | 9                        |                          |
| 2014年             | グループステージ敗退                        | 3                  | 0                  | 1                  | 2                  | 2                  | 6                  | 14                 | 8                        | 3                        | 3                        | 30                       | 8                        |                          |
| 2018年             | ベスト16                                    | 4                  | 1                  | 1                  | 2                  | 6                  | 7                  | 18                 | 13                       | 3                        | 2                        | 44                       | 7                        |                          |
| 2022年             | ベスト16                                    | 4                  | 2                  | 1                  | 1                  | 5                  | 4                  | 18                 | 15                       | 1                        | 2                        | 58                       | 6                        |                          |
| 2026年             |                                             |                    |                    |                    |                    |                    |                    | 16                 | 13                       | 2                        | 1                        | 54                       | 3                        |                          |
| 2030年             | TBD                                         |                    |                    |                    |                    |                    |                    |                    |                          |                          |                          |                          |                          |                          |
| 2034年             | TBD                                         |                    |                    |                    |                    |                    |                    |                    |                          |                          |                          |                          |                          |                          |
| 合計               | 最高成績：ベスト16 (4回) 23大会中/8大会出場 | 25                 | 7                  | 6                  | 12                 | 25                 | 33                 | 154                | 96                       | 29                       | 29                       | 359                      | 94                       |                          |

1. ↑  ノックアウトステージでのPK戦を含む。
2. ↑  当時、JFAはFIFAの資格停止処分。

#### FIFAワールドカップでの全試合結果

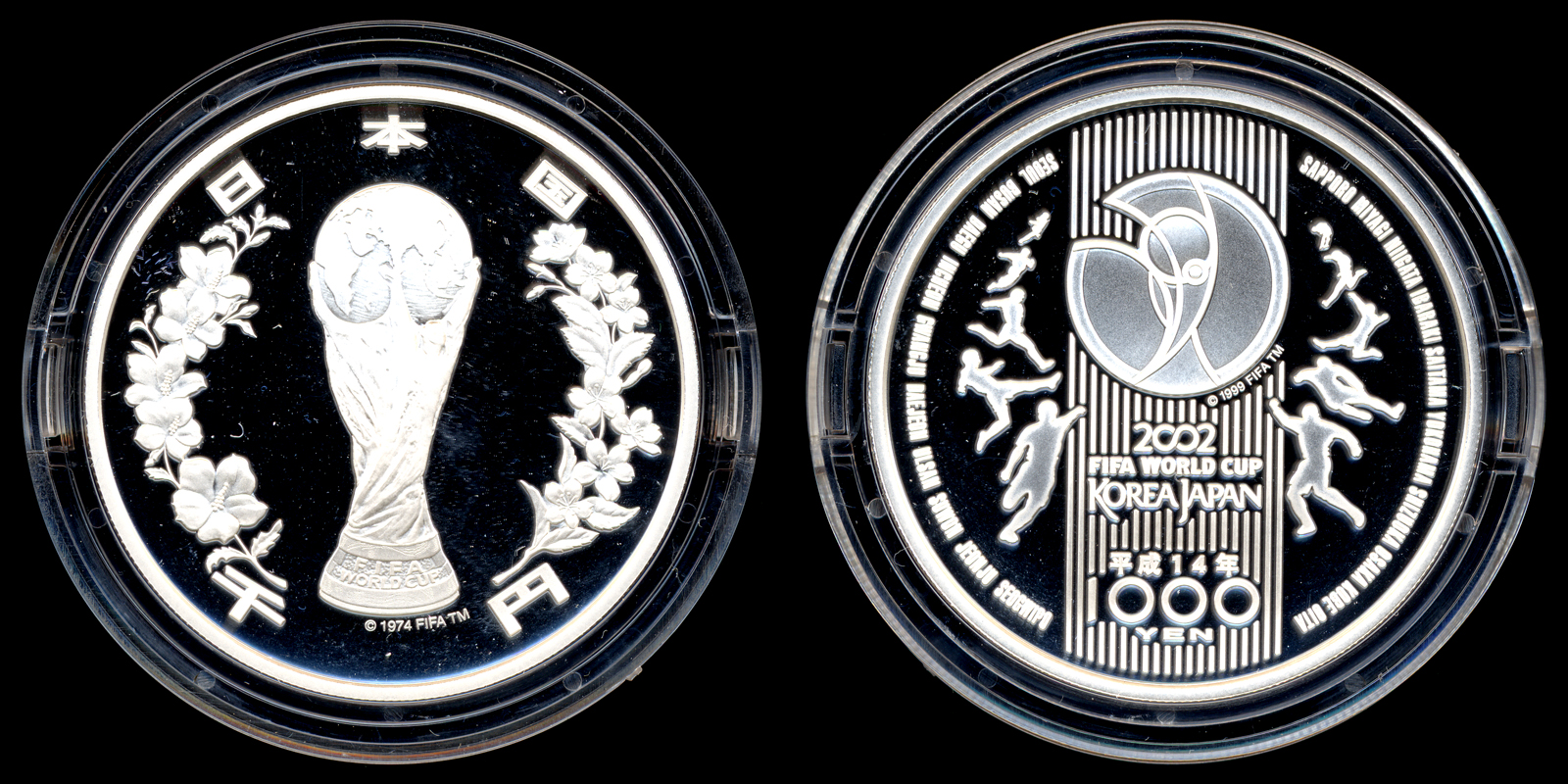
2002 FIFAワールドカップの記念貨幣

（  赤枠線  は日本の国内開催 ）
| 開催年 | ラウンド | 開催日   | 開催場所                                                  | 対戦チーム       | スコア                    | 結果 | 得点者                     |
| ------ | -------- | -------- | --------------------------------------------------------- | ---------------- | ------------------------- | ---- | -------------------------- |
| 1998年 | GS       | 6月14日  | トゥールーズ スタディウム・ミュニシパル                   | アルゼンチン     | 0 - 1 レポート            | ●    | -                          |
| 1998年 | GS       | 6月20日  | ナント スタッド・ドゥ・ラ・ボージョワール                 | クロアチア       | 0 - 1 レポート            | ●    | -                          |
| 1998年 | GS       | 6月26日  | リヨン スタッド・ジェルラン                               | ジャマイカ       | 1 - 2 レポート            | ●    | 中山雅史                   |
| 2002年 | GS       | 6月4日   | さいたま市 埼玉スタジアム2002                             | ベルギー         | 2 - 2 レポート            | △    | 鈴木隆行 稲本潤一          |
| 2002年 | GS       | 6月9日   | 横浜市 横浜国際総合競技場                                 | ロシア           | 1 - 0 レポート            | ○    | 稲本潤一                   |
| 2002年 | GS       | 6月14日  | 大阪市 長居陸上競技場                                     | チュニジア       | 2 - 0 レポート            | ○    | 森島寛晃 中田英寿          |
| 2002年 | R16      | 6月18日  | 宮城郡利府町 宮城スタジアム                               | トルコ           | 0 - 1 レポート            | ●    | -                          |
| 2006年 | GS       | 6月12日  | カイザースラウテルン フリッツ・ヴァルター・シュタディオン | オーストラリア   | 1 - 3 レポート            | ●    | 中村俊輔                   |
| 2006年 | GS       | 6月18日  | ニュルンベルク フランケン・シュタディオン                 | クロアチア       | 0 - 0 レポート            | △    | -                          |
| 2006年 | GS       | 6月22日  | ドルトムント ヴェストファーレン・シュタディオン           | ブラジル         | 1 - 4 レポート            | ●    | 玉田圭司                   |
| 2010年 | GS       | 6月14日  | ブルームフォンテーン フリーステイト・スタジアム           | カメルーン       | 1 - 0 レポート            | ○    | 本田圭佑                   |
| 2010年 | GS       | 6月19日  | ダーバン モーゼス・マヒダ・スタジアム                     | オランダ         | 0 - 1 レポート            | ●    | -                          |
| 2010年 | GS       | 6月24日  | ルステンブルク ロイヤル・バフォケン・スタジアム           | デンマーク       | 3 - 1 レポート            | ○    | 本田圭佑 遠藤保仁 岡崎慎司 |
| 2010年 | R16      | 6月29日  | プレトリア ロフタス・ヴァースフェルド・スタジアム         | パラグアイ       | 0 - 0 (PK 3 - 5) レポート | △    | -                          |
| 2014年 | GS       | 6月15日  | レシフェ アレナ・ペルナンブーコ                           | コートジボワール | 1 - 2 レポート            | ●    | 本田圭佑                   |
| 2014年 | GS       | 6月20日  | ナタール アレーナ・ダス・ドゥーナス                       | ギリシャ         | 0 - 0 レポート            | △    | -                          |
| 2014年 | GS       | 6月25日  | クイアバ アレーナ・パンタナール                           | コロンビア       | 1 - 4 レポート            | ●    | 岡崎慎司                   |
| 2018年 | GS       | 6月19日  | サランスク モルドヴィア・アリーナ                         | コロンビア       | 2 - 1                     | ○    | 香川真司 大迫勇也          |
| 2018年 | GS       | 6月24日  | エカテリンブルク エカテリンブルク・アリーナ               | セネガル         | 2 - 2                     | △    | 乾貴士 本田圭佑            |
| 2018年 | GS       | 6月28日  | ヴォルゴグラード ヴォルゴグラード・アリーナ               | ポーランド       | 0 - 1                     | ●    | -                          |
| 2018年 | R16      | 7月2日   | ロストフ・ナ・ドヌ ロストフ・アリーナ                     | ベルギー         | 2 - 3                     | ●    | 原口元気 乾貴士            |
| 2022年 | GS       | 11月23日 | ライヤーン ハリーファ国際スタジアム                       | ドイツ           | 2 - 1                     | ○    | 堂安律 浅野拓磨            |
| 2022年 | GS       | 11月27日 | ライヤーン アフメド・ビン＝アリー・スタジアム             | コスタリカ       | 0 - 1                     | ●    | -                          |
| 2022年 | GS       | 12月1日  | ライヤーン ハリーファ国際スタジアム                       | スペイン         | 2 - 1                     | ◯    | 堂安律 田中碧              |
| 2022年 | R16      | 12月5日  | アル＝ワクラ アル・ジャヌーブ・スタジアム                 | クロアチア       | 1 - 1 (PK 1 - 3)          | △    | 前田大然                   |

### FIFAコンフェデレーションズカップの成績
出場した大会のみ表記
（  赤枠線  は日本の国内開催 ）
| 開催国 / 年                                          | 結果                                                 | 試合数                                               | 勝                                                   | 分                                                   | 負                                                   | 得点                                                 | 失点                                                 |                                                      |
| キング・ファハド・カップ（サウジアラビア開催・運営） | キング・ファハド・カップ（サウジアラビア開催・運営） | キング・ファハド・カップ（サウジアラビア開催・運営） | キング・ファハド・カップ（サウジアラビア開催・運営） | キング・ファハド・カップ（サウジアラビア開催・運営） | キング・ファハド・カップ（サウジアラビア開催・運営） | キング・ファハド・カップ（サウジアラビア開催・運営） | キング・ファハド・カップ（サウジアラビア開催・運営） | キング・ファハド・カップ（サウジアラビア開催・運営） |
| ---------------------------------------------------- | ---------------------------------------------------- | ---------------------------------------------------- | ---------------------------------------------------- | ---------------------------------------------------- | ---------------------------------------------------- | ---------------------------------------------------- | ---------------------------------------------------- | ---------------------------------------------------- |
| 1995年                                               | グループステージ敗退                                 | 2                                                    | 0                                                    | 0                                                    | 2                                                    | 1                                                    | 8                                                    |                                                      |
| FIFAコンフェデレーションズカップ（FIFA管轄）         |                                                      |                                                      |                                                      |                                                      |                                                      |                                                      |                                                      |                                                      |
| 2001年                                               | 準優勝                                               | 5                                                    | 3                                                    | 1                                                    | 1                                                    | 6                                                    | 1                                                    |                                                      |
| 2003年                                               | グループステージ敗退                                 | 3                                                    | 1                                                    | 0                                                    | 2                                                    | 4                                                    | 3                                                    |                                                      |
| 2005年                                               | グループステージ敗退                                 | 3                                                    | 1                                                    | 1                                                    | 1                                                    | 4                                                    | 4                                                    |                                                      |
| 2013年                                               | グループステージ敗退                                 | 3                                                    | 0                                                    | 0                                                    | 3                                                    | 4                                                    | 9                                                    |                                                      |
| 合計                                                 | 最高成績：準優勝                                     | 16                                                   | 5                                                    | 2                                                    | 9                                                    | 19                                                   | 25                                                   |                                                      |

### オリンピックの成績

1964年東京オリンピック

1968年メキシコシティーオリンピックのサッカー競技。日本はＦＷ渡辺正を現在でいうスーパーサブにして銅メダルを獲得した。

オリンピックサッカー日本代表選手も参照。1992年大会以降の成績はU-23サッカー日本代表#オリンピックの成績を参照。
（  赤枠線  は日本の国内開催 ）
| オリンピック | オリンピック | オリンピック | オリンピック | オリンピック | オリンピック | オリンピック | オリンピック |
| 開催国 / 年  | 結果         | 試合数       | 勝           | 分           | 負           | 得点         | 失点         |
| ------------ | ------------ | ------------ | ------------ | ------------ | ------------ | ------------ | ------------ |
| 1908年       | 不参加       | 不参加       | 不参加       | 不参加       | 不参加       | 不参加       | 不参加       |
| 1912年       | 不参加       | 不参加       | 不参加       | 不参加       | 不参加       | 不参加       | 不参加       |
| 1920年       | 不参加       | 不参加       | 不参加       | 不参加       | 不参加       | 不参加       | 不参加       |
| 1924年       | 不参加       | 不参加       | 不参加       | 不参加       | 不参加       | 不参加       | 不参加       |
| 1928年       | 不参加       | 不参加       | 不参加       | 不参加       | 不参加       | 不参加       | 不参加       |
| 1936年       | ベスト8      | 2            | 1            | 0            | 1            | 3            | 10           |
| 1948年       | 不参加       | 不参加       | 不参加       | 不参加       | 不参加       | 不参加       | 不参加       |
| 1952年       | 不参加       | 不参加       | 不参加       | 不参加       | 不参加       | 不参加       | 不参加       |
| 1956年       | 1回戦敗退    | 1            | 0            | 0            | 1            | 0            | 2            |
| 1960年       | 予選敗退     | 予選敗退     | 予選敗退     | 予選敗退     | 予選敗退     | 予選敗退     | 予選敗退     |
| 1964年       | ベスト8      | 3            | 1            | 0            | 2            | 5            | 9            |
| 1968年       | 3位          | 6            | 3            | 2            | 1            | 9            | 8            |
| 1972年       | 予選敗退     | 予選敗退     | 予選敗退     | 予選敗退     | 予選敗退     | 予選敗退     | 予選敗退     |
| 1976年       | 予選敗退     | 予選敗退     | 予選敗退     | 予選敗退     | 予選敗退     | 予選敗退     | 予選敗退     |
| 1980年       | 不参加       | 不参加       | 不参加       | 不参加       | 不参加       | 不参加       | 不参加       |
| 1984年       | 予選敗退     | 予選敗退     | 予選敗退     | 予選敗退     | 予選敗退     | 予選敗退     | 予選敗退     |
| 1988年       | 予選敗退     | 予選敗退     | 予選敗退     | 予選敗退     | 予選敗退     | 予選敗退     | 予選敗退     |
| 合計         | 4/17         | 12           | 5            | 2            | 5            | 17           | 29           |

### AFCアジアカップの成績
（  赤枠線  は日本の国内開催 ）
| AFCアジアカップ | AFCアジアカップ                         | AFCアジアカップ | AFCアジアカップ | AFCアジアカップ | AFCアジアカップ | AFCアジアカップ | AFCアジアカップ |                  | AFCアジアカップ・予選 | AFCアジアカップ・予選 | AFCアジアカップ・予選 | AFCアジアカップ・予選 | AFCアジアカップ・予選 | AFCアジアカップ・予選 |
| 開催国 / 年     | 結果                                    | 試合数          | 勝              | 分              | 負              | 得点            | 失点            | 試合数           | 勝                    | 分                    | 負                    | 得点                  | 失点                  |                       |
| --------------- | --------------------------------------- | --------------- | --------------- | --------------- | --------------- | --------------- | --------------- | ---------------- | --------------------- | --------------------- | --------------------- | --------------------- | --------------------- | --------------------- |
| 1956年          | 不参加                                  | 不参加          | 不参加          | 不参加          | 不参加          | 不参加          | 不参加          | 不参加           | 不参加                | 不参加                | 不参加                | 不参加                | 不参加                |                       |
| 1960年          | 不参加                                  | 不参加          | 不参加          | 不参加          | 不参加          | 不参加          | 不参加          | 不参加           | 不参加                | 不参加                | 不参加                | 不参加                | 不参加                |                       |
| 1964年          | 不参加                                  | 不参加          | 不参加          | 不参加          | 不参加          | 不参加          | 不参加          | 不参加           | 不参加                | 不参加                | 不参加                | 不参加                | 不参加                |                       |
| 1968年          | 予選敗退                                | 予選敗退        | 予選敗退        | 予選敗退        | 予選敗退        | 予選敗退        | 予選敗退        | 4                | 3                     | 1                     | 0                     | 8                     | 4                     |                       |
| 1972年          | 不参加                                  | 不参加          | 不参加          | 不参加          | 不参加          | 不参加          | 不参加          | 不参加           | 不参加                | 不参加                | 不参加                | 不参加                | 不参加                |                       |
| 1976年          | 予選敗退                                | 予選敗退        | 予選敗退        | 予選敗退        | 予選敗退        | 予選敗退        | 予選敗退        | 4                | 1                     | 1                     | 2                     | 3                     | 4                     |                       |
| 1980年          | 不参加                                  | 不参加          | 不参加          | 不参加          | 不参加          | 不参加          | 不参加          | 不参加           | 不参加                | 不参加                | 不参加                | 不参加                | 不参加                |                       |
| 1984年          | 不参加                                  | 不参加          | 不参加          | 不参加          | 不参加          | 不参加          | 不参加          | 不参加           | 不参加                | 不参加                | 不参加                | 不参加                | 不参加                |                       |
| 1988年          | グループリーグ敗退                      | 4               | 0               | 1               | 3               | 0               | 6               | 4                | 2                     | 1                     | 1                     | 6                     | 3                     |                       |
| 1992年          | 優勝                                    | 5               | 3               | 2               | 0               | 6               | 3               | 免除（開催国）   | 免除（開催国）        | 免除（開催国）        | 免除（開催国）        | 免除（開催国）        | 免除（開催国）        |                       |
| 1996年          | ベスト8                                 | 4               | 3               | 0               | 1               | 7               | 3               | 免除（前回優勝） | 免除（前回優勝）      | 免除（前回優勝）      | 免除（前回優勝）      | 免除（前回優勝）      | 免除（前回優勝）      |                       |
| 2000年          | 優勝                                    | 6               | 5               | 1               | 0               | 21              | 6               | 3                | 3                     | 0                     | 0                     | 15                    | 0                     |                       |
| 2004年          | 優勝                                    | 6               | 4               | 2               | 0               | 13              | 6               | 免除（前回優勝） | 免除（前回優勝）      | 免除（前回優勝）      | 免除（前回優勝）      | 免除（前回優勝）      | 免除（前回優勝）      |                       |
| 2007年          | 4位                                     | 6               | 2               | 3               | 1               | 11              | 7               | 6                | 5                     | 0                     | 1                     | 15                    | 2                     |                       |
| 2011年          | 優勝                                    | 6               | 4               | 2               | 0               | 14              | 6               | 6                | 5                     | 0                     | 1                     | 17                    | 4                     |                       |
| 2015年          | ベスト8                                 | 4               | 3               | 1               | 0               | 8               | 1               | 免除（前回優勝） | 免除（前回優勝）      | 免除（前回優勝）      | 免除（前回優勝）      | 免除（前回優勝）      | 免除（前回優勝）      |                       |
| 2019年          | 準優勝                                  | 7               | 6               | 0               | 1               | 12              | 6               | 8                | 7                     | 1                     | 0                     | 27                    | 0                     |                       |
| 2024年          | ベスト8                                 | 5               | 3               | 0               | 2               | 12              | 8               | 8                | 8                     | 0                     | 0                     | 46                    | 2                     |                       |
| 2027年          |                                         |                 |                 |                 |                 |                 |                 | 6                | 6                     | 0                     | 0                     | 24                    | 0                     |                       |
| 合計            | 最高成績：優勝(4回) 19大会中/11大会出場 | 53              | 33              | 12              | 8               | 104             | 52              | 49               | 40                    | 4                     | 5                     | 161                   | 19                    |                       |

1. ↑  ノックアウトステージでのPK戦を含む。
2. ↑  1988年大会は日本代表Bとして出場のため、JFAでは国際Aマッチとしていない。
3. ↑  4カ国開催のため、前回優勝チームの日本も予選から参加した。

### コパ・アメリカの成績
出場した大会のみ記載。
| コパ・アメリカ | コパ・アメリカ       | コパ・アメリカ | コパ・アメリカ | コパ・アメリカ | コパ・アメリカ | コパ・アメリカ | コパ・アメリカ |
| 開催年         | 結果                 | 試合数         | 勝             | 分             | 負             | 得点           | 失点           |
| -------------- | -------------------- | -------------- | -------------- | -------------- | -------------- | -------------- | -------------- |
| 1999年         | グループステージ敗退 | 3              | 0              | 1              | 2              | 3              | 8              |
| 2019年         | グループステージ敗退 | 3              | 0              | 2              | 1              | 3              | 7              |
| 合計           | 合計                 | 6              | 0              | 3              | 3              | 6              | 15             |

### ダイナスティカップの成績
- 1990年 - 4位
- 1992年 - 優勝
- 1995年 - 優勝
- 1998年 - 優勝（開催国）

### EAFF E-1サッカー選手権の成績
（  赤枠線  は日本の国内開催 ）
| EAFF E-1サッカー選手権 | EAFF E-1サッカー選手権 | EAFF E-1サッカー選手権 | EAFF E-1サッカー選手権 | EAFF E-1サッカー選手権 | EAFF E-1サッカー選手権 | EAFF E-1サッカー選手権 | EAFF E-1サッカー選手権 |
| 開催国 / 年            | 結果                   | 試合数                 | 勝                     | 分                     | 負                     | 得点                   | 失点                   |
| ---------------------- | ---------------------- | ---------------------- | ---------------------- | ---------------------- | ---------------------- | ---------------------- | ---------------------- |
| 2003年                 | 準優勝                 | 3                      | 2                      | 1                      | 0                      | 3                      | 0                      |
| 2005年                 | 準優勝                 | 3                      | 1                      | 1                      | 1                      | 3                      | 3                      |
| 2008年                 | 準優勝                 | 3                      | 1                      | 2                      | 0                      | 3                      | 2                      |
| 2010年                 | 3位                    | 3                      | 1                      | 1                      | 1                      | 4                      | 3                      |
| 2013年                 | 優勝                   | 3                      | 2                      | 1                      | 0                      | 8                      | 6                      |
| 2015年                 | 4位                    | 3                      | 0                      | 2                      | 1                      | 3                      | 4                      |
| 2017年                 | 準優勝                 | 3                      | 2                      | 0                      | 1                      | 4                      | 5                      |
| 2019年                 | 準優勝                 | 3                      | 2                      | 0                      | 1                      | 7                      | 2                      |
| 2022年                 | 優勝                   | 3                      | 2                      | 1                      | 0                      | 9                      | 0                      |
| 2025年                 | 優勝                   | 3                      | 3                      | 0                      | 0                      | 9                      | 1                      |
| 合計                   | 出場10回/優勝3回       | 30                     | 16                     | 9                      | 5                      | 53                     | 26                     |

### アジア競技大会の成績
2002年大会以降はU-23サッカー日本代表#アジア競技大会の成績を参照。
- 1951年 - 3位
- 1954年 - グループリーグ敗退
- 1958年 - グループリーグ敗退（開催国）
- 1962年 - グループリーグ敗退
- 1966年 - 3位
- 1970年 - 4位
- 1974年 - 1次リーグ敗退
- 1978年 - 1次リーグ敗退
- 1982年 - ベスト8
- 1986年 - グループリーグ敗退
- 1990年 - ベスト8
- 1994年 - ベスト8（開催国）
- 1998年 - 2次リーグ敗退（ベスト16）※

※1998年大会は、大会規定上はフル代表が出場可能であったものの、日本はU-21の選手で参加した。

## 歴代記録
2025年7月15日現在
（＃）は現役の選手

### 出場数ランキング

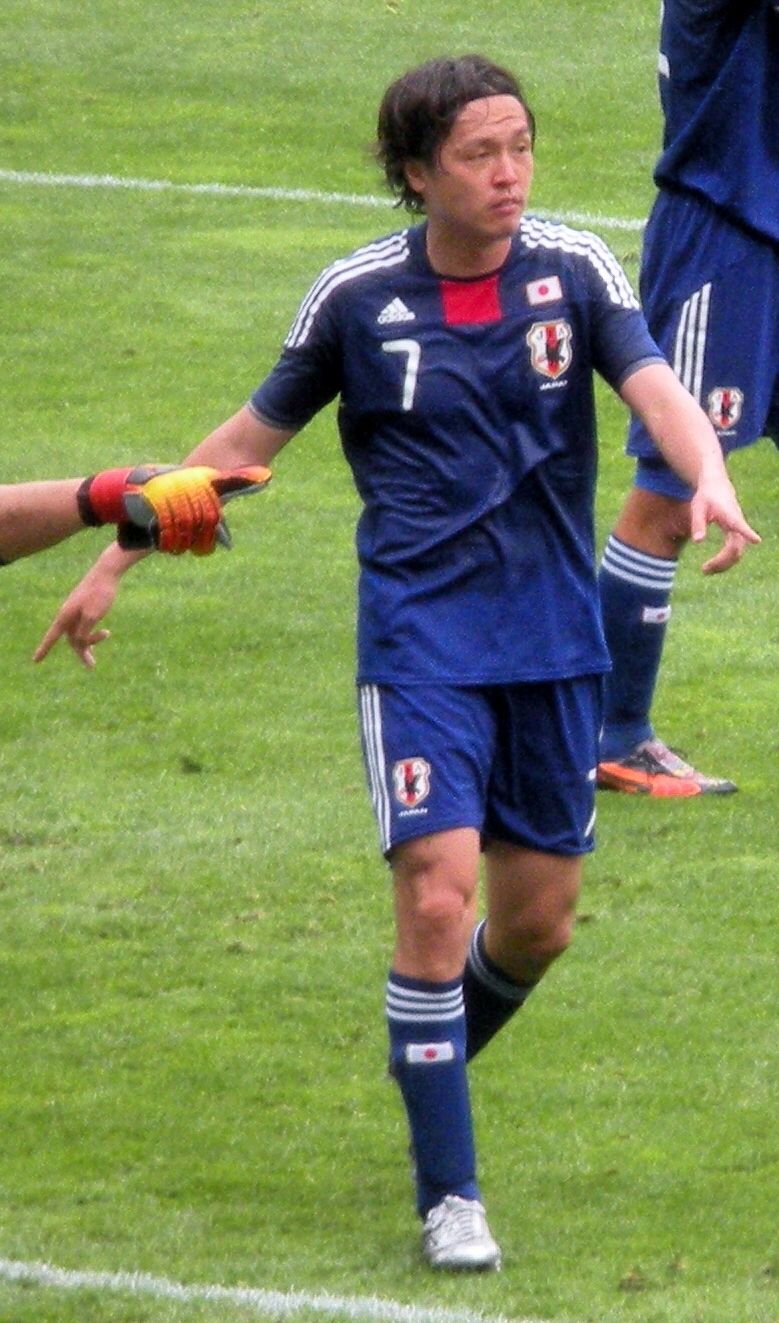
最多出場選手である遠藤保仁は、国際Aマッチにて152試合に出場し、15得点（2002年 - 2015年）を挙げている。

| 位 | 名前           | 出場数 | 得点数 | 期間            |
| -- | -------------- | ------ | ------ | --------------- |
| 1  | 遠藤保仁       | 152    | 15     | 2002年 - 2015年 |
| 2  | 長友佑都（＃） | 143    | 4      | 2008年-         |
| 3  | 吉田麻也（＃） | 126    | 12     | 2010年 - 2022年 |
| 4  | 井原正巳       | 122    | 5      | 1988年 - 1999年 |
| 5  | 岡崎慎司       | 119    | 50     | 2008年 - 2019年 |
| 6  | 川口能活       | 116    | 0      | 1997年 - 2008年 |
| 7  | 長谷部誠       | 114    | 2      | 2006年 - 2018年 |
| 8  | 中澤佑二       | 110    | 17     | 1999年 - 2010年 |
| 9  | 中村俊輔       | 98     | 24     | 2000年 - 2010年 |
| 9  | 本田圭佑       | 98     | 37     | 2008年 - 2018年 |

### 得点数ランキング

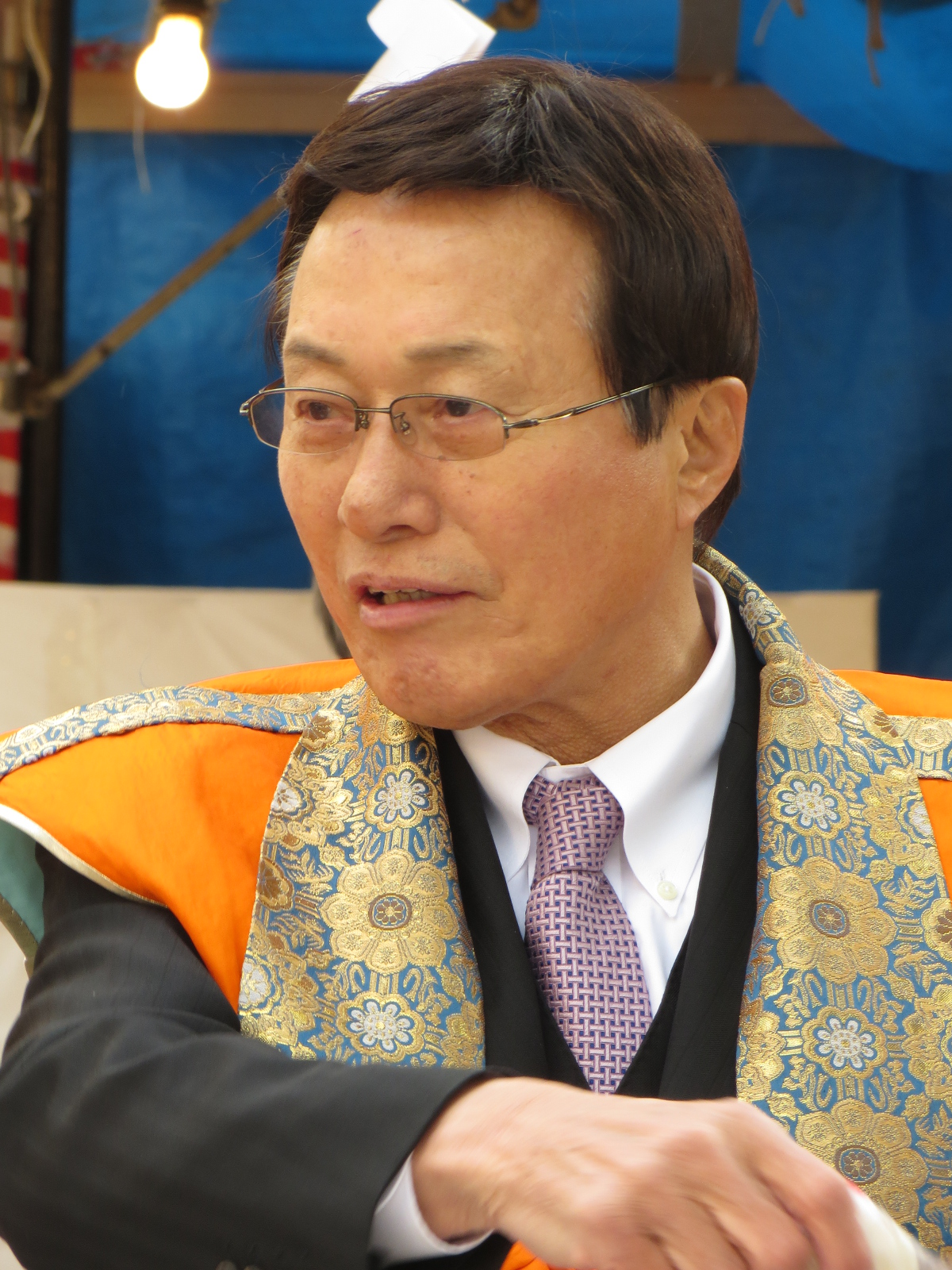
釜本邦茂は日本サッカー協会やRSSSFの認める、サッカー日本代表の男子の単独最多得点記録保持者（75得点）である。

JFAは、最多得点者を釜本邦茂（75得点）としている。
| 位 | 名前           | 得点数 | 出場数 | 期間            |
| -- | -------------- | ------ | ------ | --------------- |
| 1  | 釜本邦茂       | 75     | 76     | 1964年 - 1977年 |
| 2  | 三浦知良（＃） | 55     | 89     | 1990年 - 2000年 |
| 3  | 岡崎慎司       | 50     | 119    | 2008年 - 2019年 |
| 4  | 原博実         | 37     | 75     | 1978年 - 1988年 |
| 4  | 本田圭佑       | 37     | 98     | 2008年 - 2018年 |
| 6  | 香川真司（＃） | 31     | 97     | 2008年 - 2019年 |
| 7  | 高木琢也       | 27     | 44     | 1992年 - 1997年 |
| 8  | 木村和司       | 26     | 54     | 1979年 - 1986年 |
| 9  | 大迫勇也（＃） | 25     | 57     | 2013年 - 2022年 |
| 10 | 南野拓実 (#)   | 24     | 67     | 2015年 -        |

一方、国際サッカー歴史統計連盟（IFFHS）は、三浦知良と釜本邦茂（共に55得点）を最多得点者としている。世界では国際サッカー歴史統計連盟と同じ基準で代表の公式記録が作成されているのが通例である。これは以下に示す JFA、IFFHS 両者の統計方法の違いによる。
- JFA - 1988年以前のオリンピック予選および本大会における、プロリーグの存在しない国・地域の、年齢制限のないオリンピック代表チームとの試合は国際Aマッチとする。
- IFFHS - FIFA（国際サッカー連盟）が1999年に出した声明を元に「1954年以降の全てのオリンピック関係の試合を国際Aマッチと認めない」という基準を採用している。

### 主な公式記録
- 1試合最多得点: 釜本邦茂[165]（1967年9月27日メキシコ五輪アジア予選第1戦フィリピン戦）、三浦知良（1997年6月22日1998 FIFAワールドカップ・アジア予選グループ4第4戦マカオ戦）- 6得点。※なお、IFFHSでは三浦知良単独としている。
- 連続得点: 木村和司[165] - 6試合（1985年5月18日の1986 FIFAワールドカップ・アジア予選のグループ4B第4戦シンガポール戦から同年10月26日の1986 FIFAワールドカップ・アジア予選第1戦韓国戦まで）
- 連続無失点: 権田修一[166] - 9試合（2019年9月15日親善試合パラグアイ戦から2021年3月30日の2022 FIFAワールドカップ・アジア2次予選グループF第5戦モンゴル戦まで）
- 最年少出場: 市川大祐[165] - 17歳322日（1998年4月1日親善試合韓国戦）
- 最年少得点: 金田喜稔[165] - 19歳119日（1977年6月15日第6回日韓定期戦）
- 最年長出場: 川本泰三[165] - 40歳106日（1954年5月3日マニラアジア大会グループリーグB組第2戦インド戦）
- 最年長得点: ラモス瑠偉[165] - 36歳85日（1993年5月5日アメリカW杯アジア1次予選F組第7戦スリランカ戦）

### 背番号
最も大きな数の背番号をつけ日本代表の公式戦に出場したのは権田修一（88番、AFCアジアカップ2011予選大会、対イエメン、アウェー戦）。また、同試合においては既に登録された77人の選手に加えて19人の選手を追加したため、総勢96人となり、欠番も関係し河野広貴が背番号100で登録された。

## 年代別日本代表
国籍以外の資格制限がない、いわゆるA代表（国際Aマッチの成立要件となる）のほかに、派遣対象となる試合が選手資格に制限を設けている場合などに、資格を満たす範囲で選手を選出しチームを編成する。このときは、日本代表という呼称の前に制限や派遣大会の名称等を関して、A代表との区別をする（ただし、正式にはA代表にも派遣大会名称を冠している）。
- オリンピック日本代表 - 1992年バルセロナオリンピック以降、オリンピックのサッカー競技の予選および本大会では、原則として23歳以下の選手に限るという制約が設けられた。このため予選期間にはU-23日本代表（前年に予選が行われる場合はU-22日本代表）と呼ばれることが多いが、本大会ではオーバーエイジ枠を含むことができるため、オリンピック日本代表という呼称が用いられる。詳細はオリンピックサッカー日本代表選手を参照。また、アジア競技大会サッカー競技では2002年釜山大会より、出場資格がオリンピックと同じ23歳以下（オーバーエイジ可）となっているものの、同大会をその2年後のオリンピック日本代表の強化試合と位置付けて、あえて21歳以下の代表を編成する場合もある。年齢に制限はなく、アマチュアのみに出場が許された1968年のメキシコシティ大会でオリンピック日本代表は銅メダルを獲得した。

- ユニバーシアード日本代表 - 大学生のスポーツ大会であるユニバーシアードのサッカー競技に派遣される日本代表を指す。選考範囲は原則として大学または大学院在学中、ならびに大会の前年に大学または大学院を卒業した選手に限られる。その他の大会で同じ選考範囲で選手構成がなされる場合は、学生日本代表や大学日本代表、もしくは学生選抜や大学選抜と断りを入れるなどをして呼ばれることが多い。ユニバーシアード日本代表は、1995年の福岡大会で初優勝、その後2001年|北京大会、2003年大邱大会および2005年イズミル大会で3大会連続、2011年深圳大会、2017年台北大会、2019年ナポリ大会と合計7回の優勝を果たしている。

- U-20日本代表 - 出場資格が20歳以下であるFIFA U-20ワールドカップ（旧：ワールドユース）、およびその予選を兼ねたAFC U20アジアカップ（2004年まではAFCユース選手権、2008-2020年はAFC U-19選手権）に派遣される日本代表を指す。U-20ワールドカップの前年にはU-19日本代表と呼ばれる。ユース日本代表とも。高校を卒業しJリーグクラブに加入したばかりの若手選手を中心に編成されるのが一般的だが、大学生やU-17世代が加わることもある。1999年のワールドユース選手権では、男女、年代の別を問わないすべてのカテゴリーを通じた「サッカー日本代表」として初めて、FIFA主催の世界大会で準優勝の座に立った[注釈 4]。

- U-17日本代表 - FIFA U-17ワールドカップ、およびその予選を兼ねたAFC U17アジアカップに派遣される日本代表を指す。

## スポンサー
日本A代表などの各種代表および各年代別代表のスポンサーには、現在6つのカテゴリーが存在する。

### オフィシャル（公式）パートナー
オフィシャルパートナーとは、全ての各種サッカー日本代表及び全ての年代のサッカー日本代表の最上位のスポンサー並びにJFAが主催する大会（主に天皇杯/皇后杯、高円宮杯、U-12サッカー選手権など）のほか、選手・指導者、審判の養成さらにグラスルーツなど全ての事業を支援するカテゴリーのことである。現在は1980年（昭和55年）からの長年のスポンサーであるキリン（麒麟麦酒、キリンビバレッジ以下キリングループ）と2007年（平成19年）4月から8年間で推定総額120億円（年間15億円）で契約していた。2014年5月25日、JFAとキリングループが対等な関係で、サッカーの普及・促進に寄与していくという意志を込め、名称を従来の「オフィシャルスポンサー」から「オフィシャルパートナー」に変更した上で、2015年4月1日から2022年12月31日まで（7年9か月）契約を更新。その後2023年1月より契約対象をJFAの全事業に拡大、「JFAオフィシャルパートナー」として2030年までの長期契約を締結した。また、広告代理店の電通と2007年から向こう8年間で総額240億円（年間30億円）で契約していた。その後の契約については非公開である。

### オフィシャル（公式）サプライヤー
オフィシャル（公式）サプライヤーとは、ユニホームなどの用具類などを提供する全ての各種サッカー日本代表及び全ての年代のサッカー日本代表の最上位のスポンサーのカテゴリーのことである。アディダスジャパンと2007年4月から向こう8年間で総額160億円（年間20億円）で契約していた が、2015年4月1日からも契約を継続している（契約期間非公開）。なおA代表、U-23代表以外のカテゴリーにおいては、スパイクは同社製に限られている。

### メジャーパートナー
メジャーパートナーとは、2022年までの「サポーティングカンパニー」から協賛対象範囲を拡張したものであり、スポンサー料を支払うことで、各種日本代表戦における広告看板掲出権およびチケットキャンペーン権、日本代表エンブレム、マスコット等の広告・販促活動への使用権を得るほか、選手・指導者、審判の養成さらにグラスルーツなど、JFAの一部事業を支援するカテゴリーのことである。ただし、日本のホームゲームなど日本サッカー協会がマーケティング権を完全に保有する試合のみに適用される。このカテゴリーが定められた当初、定数は5社だったが、徐々に増やし、2015年4月1日時点で定数は最大10社と決められていた。現在契約中の企業及び過去契約していた企業は以下のとおり（括弧内は契約期間）。
現在契約中
- 全日本空輸（2023年2月27日 - 2026年12月31日）
- クレディセゾン（2001年11月5日 - 2030年12月31日）
- KDDI（2016年8月25日 - 2026年12月31日）
- みずほフィナンシャルグループ（2013年4月1日 - 2026年12月31日）
- MS&ADインシュアランスグループホールディングス（2008年5月2日 - 2026年12月31日）
- TOYO TIRES（2021年5月1日 - 2026年12月31日）

以上、全日本空輸を除くパートナー各社は「サポーティングカンパニー」から契約を継続。また、MS&ADインシュアランスグループホールディングスは、三井住友海上火災保険時代から継続している。
過去
- 日産自動車（2001年4月 - 2007年3月）
- 大和証券グループ本社（2007年6月 - ?）

当初は「2015年までの契約」とされたが、2011年5月のJFAとアウディジャパンとの契約締結時点でプレスリリースから社名が消えているほか、2012年6月現在日本代表公式サイトからバナーが消滅している。なお契約解除に関する公式発表はされていない。
- ソニーマーケティング（2007年4月1日 - 2015年3月31日）
- アウディジャパン（2011年5月26日 - 2015年3月31日）
- コナミデジタルエンタテインメント（2013年3月25日 - 2015年3月31日）
- 日本航空（1999年 - 2022年12月31日）
- ファミリーマート（2001年4月1日 - 2022年12月31日）
- 朝日新聞社（2007年4月1日 - 2022年12月31日）
- 大東建託（2016年11月1日 - 2022年12月31日）

なお日本航空は、2010年（平成22年）1月19日に同社が会社更生法の適用を東京地裁に申請し受理された事態（倒産）を受けて契約継続が危ぶまれたが、最終的に契約継続となった。
朝日新聞社は、2007年4月1日から日本サッカー協会がマーケティング権を持つ国内での日本代表の試合をサポートする日本代表戦マッチスポンサーだったが、2015年4月1日からサポーティングカンパニーとなった。
ファミリーマートは、2016年9月のユニー・ファミリーマートホールディングスの発足に伴い、サークルKおよびサンクス店舗でもPRを実施していた。

### ナショナルチームパートナー
ナショナルチームパートナーとは、2023年3月1日より開始した新たな契約カテゴリーであり、男女日本代表や各年代の代表、男女フットサルやビーチサッカー、eスポーツといった全ての代表チームをサポートする。
現在契約中
- アパホテル（2023年3月1日 - 2026年12月31日）
- 読売新聞（2023年3月21日 - 2026年12月31日）

### アパレルプロバイダー
アパレルプロバイダーとは、日本代表が移動時に着用するスーツ等の衣服を提供する企業のこと。
現在契約中
- リシュモンジャパン（ダンヒル、2000年 - ）（更新しているが、内容と期間未公表）

2000年から毎年契約継続中で、2023年で24年目。サッカー日本代表とU-23サッカー日本代表にスーツを提供する。
- コナカ（「DIFFERENCE」ブランドのスーツを展開、2023年7月6日 - ）

なでしこジャパン(サッカー日本女子代表)にスーツを提供する。
過去
- ワールド（2015年4月1日 - 2017年3月31日）
- ビームス（2017年10月11日 - 2023年6月30日）

上記ブランドは過去なでしこジャパン(サッカー日本女子代表)に公式スーツを提供していた。

### プロバイダー
プロバイダーとは、日本代表が必要とする商品やサービスを提供する企業のこと。その他のプロバイダーは決定次第随時発表する。
現在契約中
- 西川産業（2015年4月1日 - 2015年12月31日）（更新しているが、内容と期間未公表）

敷き寝具やオーダーメイド枕、クッションなどの商品提供を通じて日本代表選手達のコンディショニングを眠りの面からサポートする。
過去
- ウブロ（2015年10月1日 - 2016年9月30日）

ウブロの腕時計日本代表モデル「ビッグ・バン ブルー ヴィクトリー」の提供を通じて日本代表チームを支援していた。
なお、スポンサーについての詳細及び他のJFAの財源等については、日本サッカー協会のJFA財務内容の項を参照。